# Костромской радиотелецентр РТРС
Костромской областной радиотелевизионный передающий центр (филиал РТРС «Костромской ОРТПЦ») — подразделение Российской телевизионной и радиовещательной сети (РТРС), основной оператор цифрового эфирного и аналогового эфирного теле- и радиовещания Костромской области.

## История
Постановлением Совета Министров СССР № 1689 от 15 сентября 1955 года было принято решение о строительстве радиорелейной линии и телевизионной станции в Костроме. Для строительства был выбран участок в наиболее возвышенной части города на улице Мясницкая. В 1956 году Государственный специализированный проектный институт (ГСПИ) подготовил проект на строительство радиорелейной линии для передачи одной теле-, двух радиопрограмм и 20 телефонных каналов с помощью оборудования «Стрела-М». В Костроме была построена телебашня высотой 100 метров и весом 83 тонны. 10 июня 1957 года началось строительство передающей станции. 30 декабря состоялась приёмка построенной башни в эксплуатацию.

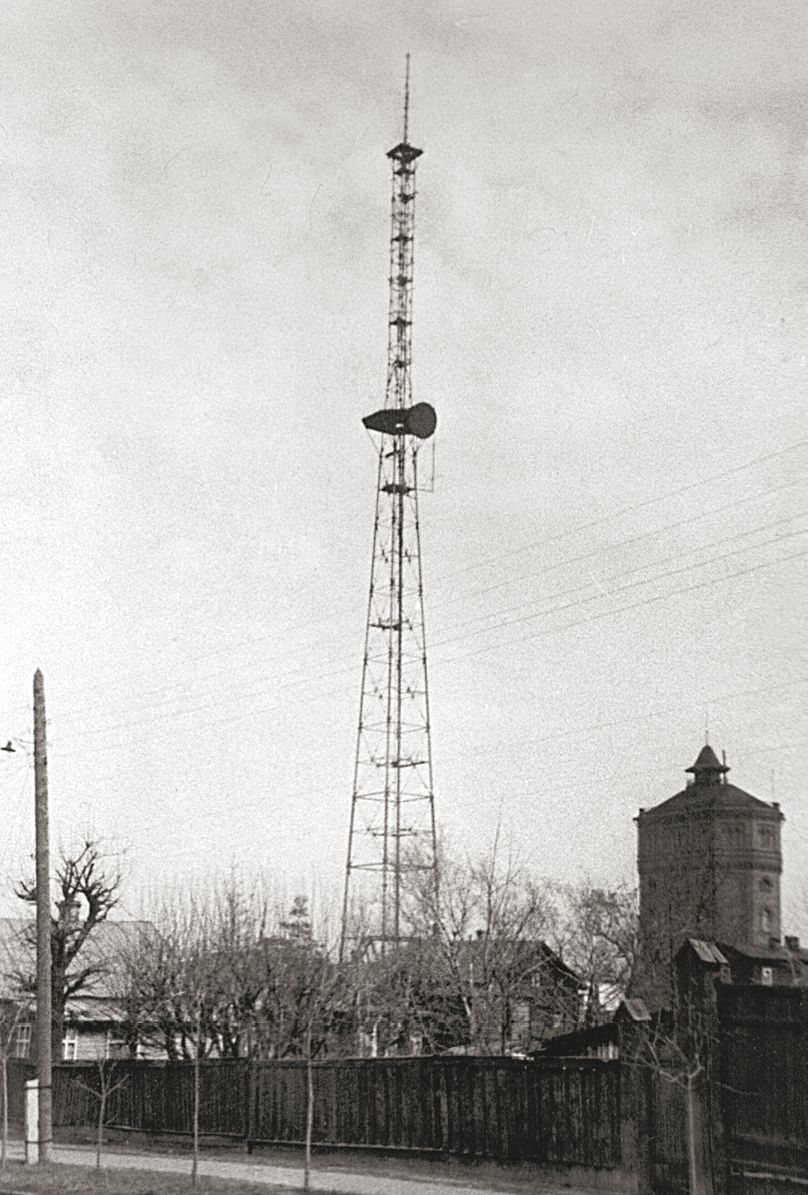
Башня ретрансляционной телевизионной станции в г. Кострома, 1958 год

Датой рождения Костромского радиотелецентра считается 21 апреля 1958 года. В этот день был введён в эксплуатацию первый телевизионный передатчик. Запуск вещания был приурочен к дню рождения вождя мирового пролетариата В. И. Ленина. Первое время трансляция Центрального телевидения велась шесть-восемь часов по средам, субботам и воскресеньям. С 1959 года Костромская телевизионная станция начала ежедневную трансляцию первой программы Центрального телевидения.
В 1966 году была построена радиорелейная линия (РРЛ) Кострома — Галич. В 1967 году в Галиче началось вещание одной теле- и двух радиопрограмм. В 1969—1970 годах была принята в эксплуатацию Шарьинская радиотелевизионная передающая станция. В эти годы была построена сеть ретрансляторов с эфирным приемом сигнала с мощных РТПС в городах Макарьев, Кологрив, Солигалич, поселках Кадый и Вохма. В 1973 году радиотелецентр начал трансляцию второй общесоюзной телепрограммы в Костроме. В 1976
году была введена в эксплуатацию радиорелейная линия Нея — Макарьев.
В 1983 году на Кологривском ретрансляторе была установлена первая в области станция спутникового приема «Москва». Костромская область перешла на прием спутниковых каналов. В 1985 году, с вводом в эксплуатацию телевизионного передатчика «Зона-2» в Галиче, началось внедрение второй программы в районах области. В 1987 году в Костроме началась трансляция третьей программы — Ленинградского телевидения.

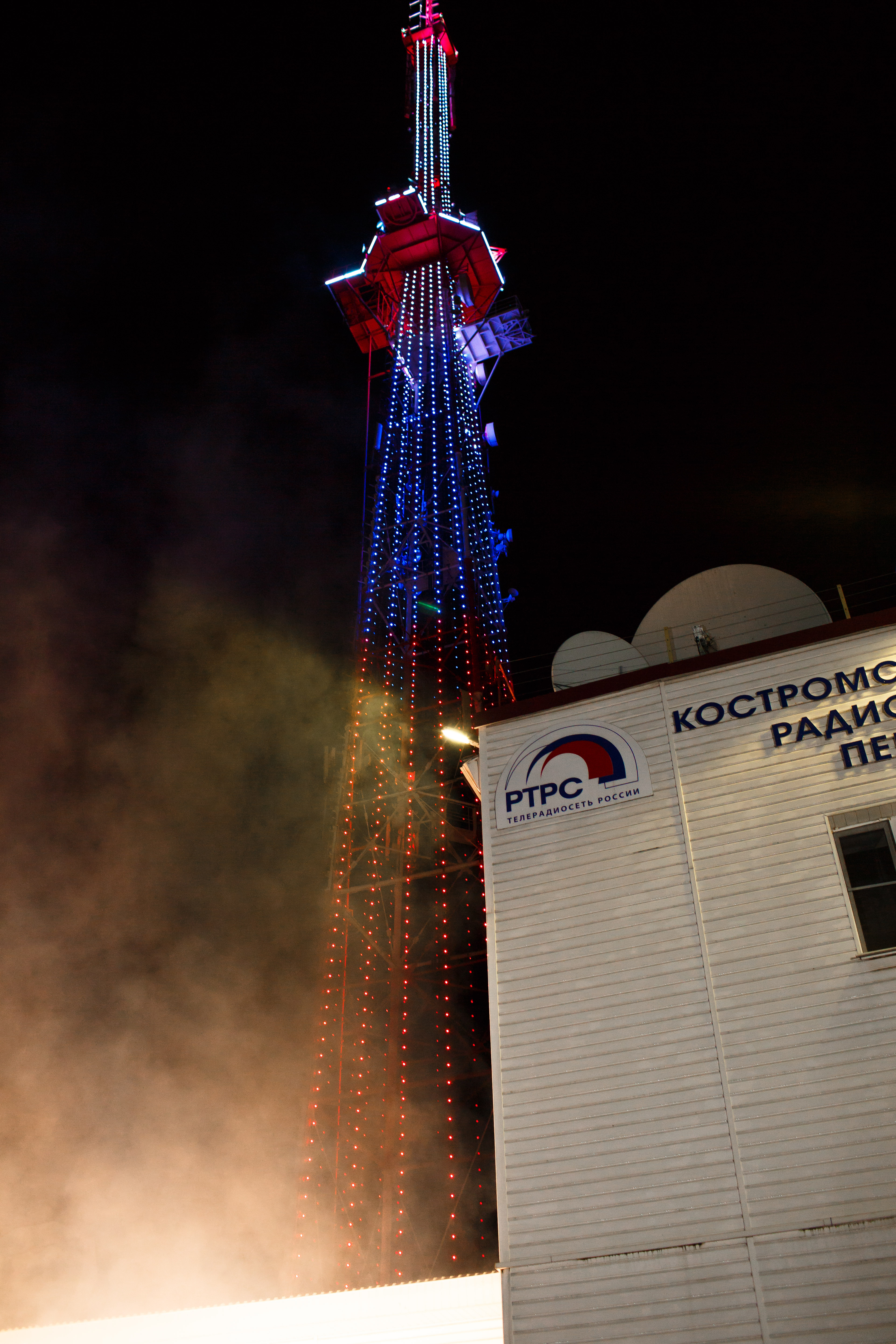
Подсветка костромской телебашни

В ночь с 31 декабря на 1 января 1993 года жители Костромы впервые увидели программы местного телевидения, созданного общими усилиями ГТРК «Кострома» и ТРК «Настя». Спутники связи позволили установить новые ретрансляторы в населенных пунктах Николо-Макарово, Шартаново, Судиславль, Советский, Черменино, Вохма, Георгиевское, Пыщуг и Павино. Спутники позволили увеличить количество транслируемых программ и на мощных станциях в Костроме, Шарье и Галиче.
В 2001 году Костромской радиотелецентр стал филиалом РТРС «Костромской ОРТПЦ». В том же году филиал РТРС «Костромской ОРТПЦ» заменил почти все ламповые передатчики на транзисторные. В 2006 году в Костроме смонтирована и сдана в эксплуатацию передающая наземная спутниковая станция «Сигнал-37». Это позволило начать работы по развитию сети вещания регионального телевидения и доставке на все существующие ретрансляторы области программ "Россия + ГТРК «Кострома» и "Радио России + ГТРК «Кострома». В 2008—2009 годах в районных центрах области смонтировано и настроено оборудование для увеличения охвата населения вещанием программ ОТРК «Русь», «Петербург-5 канал» и «Россия Культура».
В 2011—2012 годах филиал РТРС «Костромской ОРТПЦ» реконструировал 13 действующих объектов связи. В 2014 году филиал завершил строительство цифровой эфирной телесети в Костромской области в соответствии с федеральной целевой программой (ФЦП) «Развитие телерадиовещания в Российской Федерации на 2009—2018 годы». 24 передающие станции обеспечивают цифровым телесигналом 97,68 % жителей региона. 12 октября 2017 года губернатор Костромской области Сергей Ситников дал старт региональному цифровому вещанию в составе первого мультиплекса. Программы ГТРК «Кострома» стали доступны 97,68 % жителей области на телерадиоканалах первого мультиплекса «Россия 1», «Россия 24» и «Радио России».
В 2018 году филиал РТРС «Костромской ОРТПЦ» организовал в музее истории Костромского края выставку «От лампы к цифре» к 60-летию регулярного телевещания в регионе.
В сентябре 2020 года филиалом РТРС «Костромской РТРС» реализован проект архитектурно-художественной подсветки телебашни в г. Костроме.

## Организация вещания
РТРС транслирует в Костромской области:
- 20 телеканалов и 3 радиоканала в цифровом формате;
- 3 телеканала и 8 радиоканалов в аналоговом формате[14].

Инфраструктура эфирного телерадиовещания костромского филиала РТРС включает:
- областной радиотелецентр;
- 2 производственных подразделения;
- центр формирования мультиплексов;
- 25 передающих станций;
- 26 антенно-мачтовых сооружений;
- 64 приемных земных спутниковых станций.

## Объекты вещания
На территории Костромской области расположено 26 объектов вещания РТРС:
| №  | Название        | Район                    | Охват, тыс. чел. | Высота АМС, м | № канала ТВК (РТРС-1) | № канала ТВК (РТРС-2) |
| -- | --------------- | ------------------------ | ---------------- | ------------- | --------------------- | --------------------- |
| 1  | Вохма           | Вохомский                | 20.9             | 82            | 34ТВК                 | 35ТВК                 |
| 2  | Галич           | Галичский                | 75               | 152           | 60ТВК                 | 24ТВК                 |
| 3  | Здемирово       | Красносельский           | 29.6             | 42            | 46ТВК                 | 43ТВК                 |
| 4  | Кадый           | Кадыйский                | 15.6             | 75            | 41ТКВ                 | 51ТКВ                 |
| 5  | Климцево        | Судиславский             | 12.5             | 42            | 46ТВК                 | 43ТВК                 |
| 6  | Кологрив        | Кологривский             | 6.2              | 75            | 34ТВК                 | 35ТВК                 |
| 7  | Кострома        | г. Кострома, Костромской | нет вещания ЦТВ  | 100           | нет                   | нет                   |
| 8  | Лазарево        | Судиславский             | 15.4             | 78            | 46ТВК                 | 43ТВК                 |
| 9  | Нерехта         | Нерехтский               | 36.1             | 41            | 46ТВК                 | 43ТВК                 |
| 10 | Нея             | Нейский                  | 10               | 30            | 60ТВК                 | 24ТВК                 |
| 11 | Николо-Макарово | Макарьевский             | 14.6             | 75            | 41ТКВ                 | 51ТКВ                 |
| 12 | Новинки         | г. Кострома, Костромской | 362.4            | 120           | 46ТВК                 | 43ТВК                 |
| 13 | Огонково        | Антроповский             | 6.7              | 72            | 60ТВК                 | 24ТВК                 |
| 14 | Островское      | Островский               | 10.4             | 72            | 46ТВК                 | 43ТВК                 |
| 15 | Павино          | Павинский                | 4.9              | 58            | 34ТВК                 | 35ТВК                 |
| 16 | Парфеньево      | Парфеньевский            | 7.2              | 72            | 60ТВК                 | 24ТВК                 |
| 17 | Первушино       | Судиславский             | 14.7             | 78            | 46ТВК                 | 43ТВК                 |
| 18 | Пузыри          | Макарьевский             | 15.8             | 115           | 41ТКВ                 | 51ТКВ                 |
| 19 | Пыщуг           | Пыщугский                | 6.8              | 48            | 34ТВК                 | 35ТВК                 |
| 20 | Солигалич       | Солигаличский            | 10               | 80            | 60ТВК                 | 24ТВК                 |
| 21 | Судиславль      | Судиславский             | нет вещания ЦТВ  | 22            | нет                   | нет                   |
| 22 | Хмелёвка        | Поназыревский            | 5.6              | 58            | 34ТВК                 | 35ТВК                 |
| 23 | Чистые Боры     | Буйский                  | 33.8             | 72            | 60ТВК                 | 24ТВК                 |
| 24 | Чухлома         | Чухломский               | 8.7              | 72            | 60ТВК                 | 24ТВК                 |
| 25 | Шартаново       | Чухломский               | 3.3              | 75            | 60ТВК                 | 24ТВК                 |
| 26 | Шарья           | Шарьинский               | 87.9             | 180           | 34ТВК                 | 35ТВК                 |

## Галерея телевизионных башен Костромской области

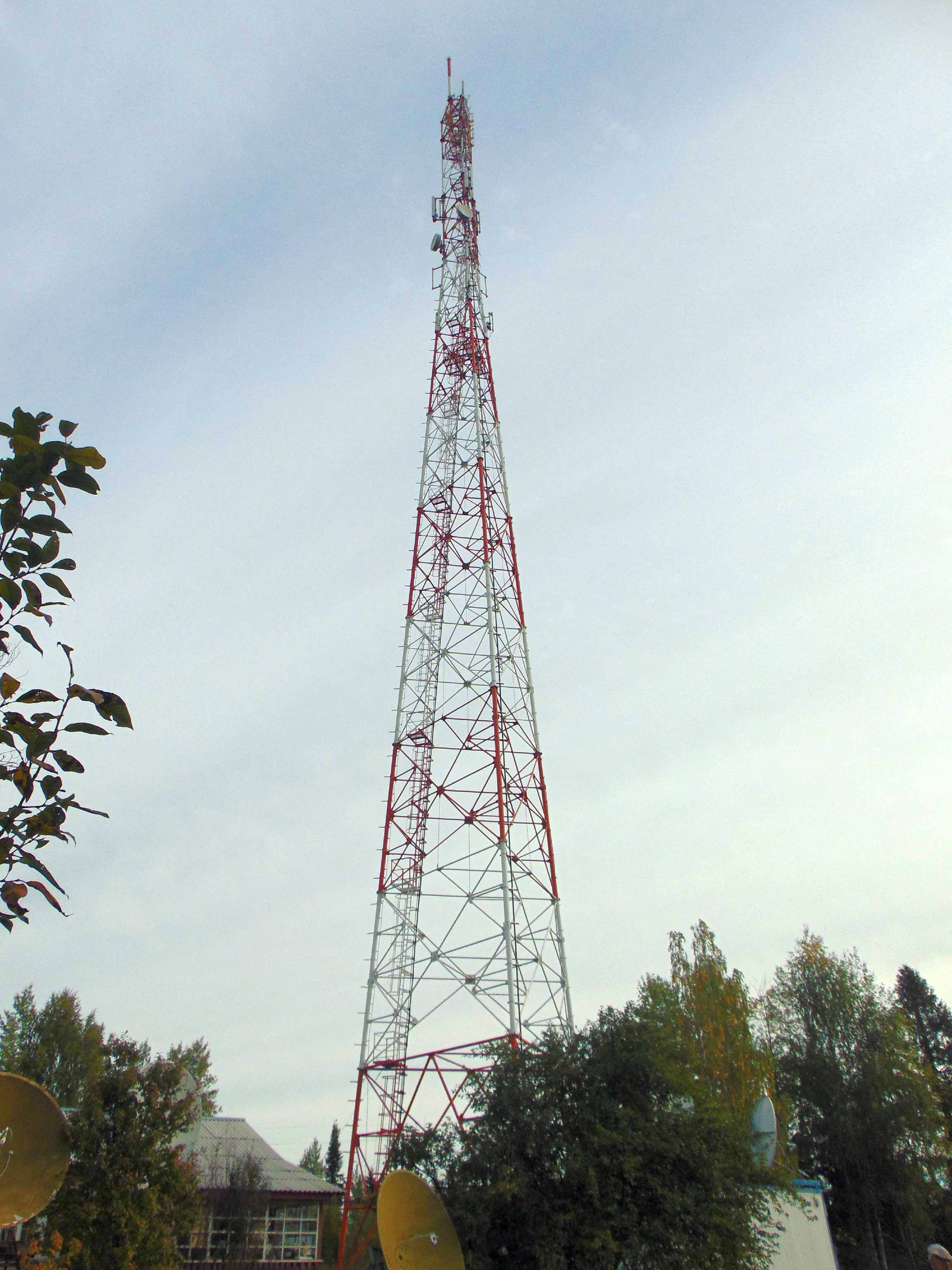
АМС Вохма, высота 75 метров
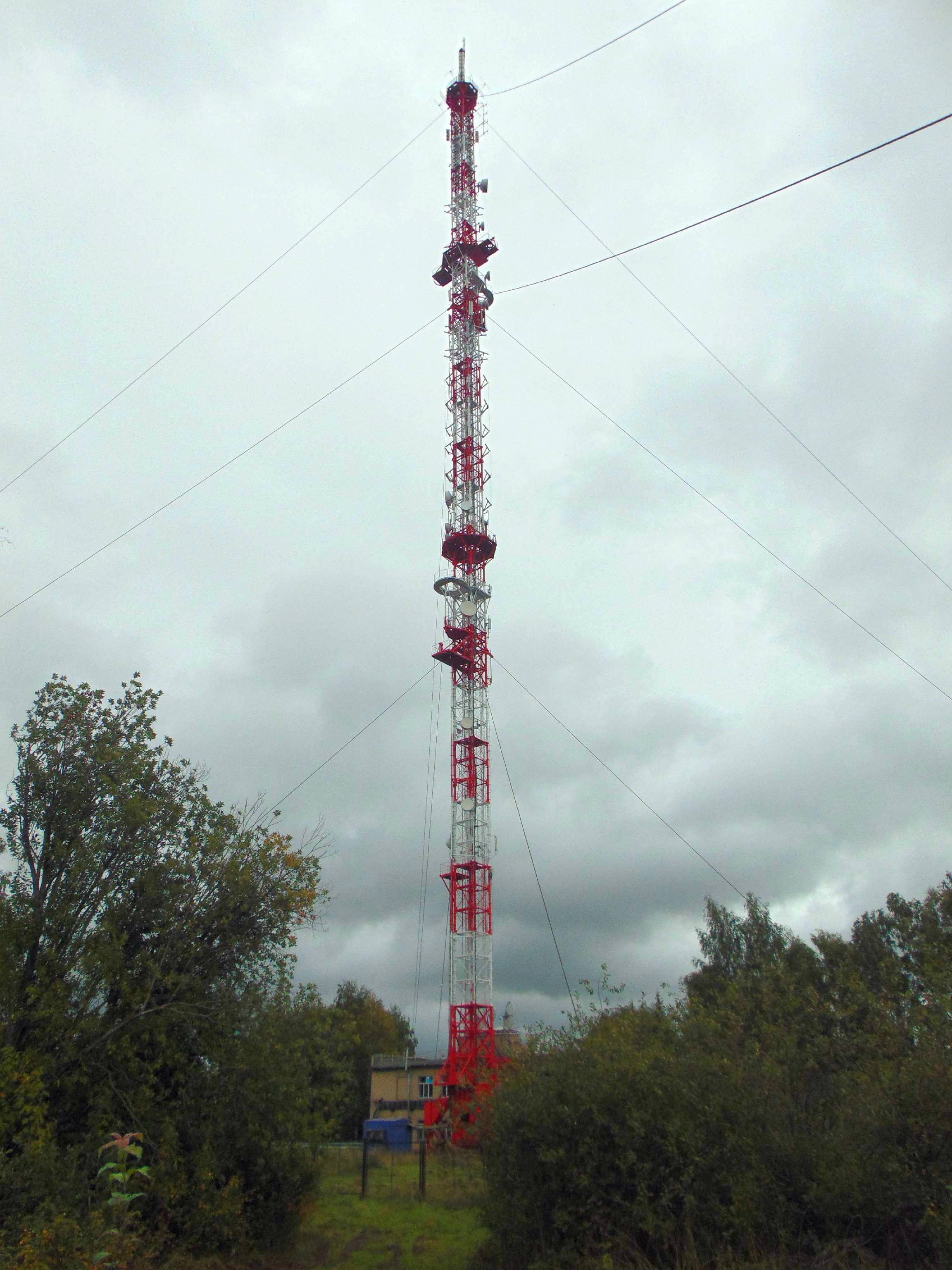
АМС Галич, высота 152 метра
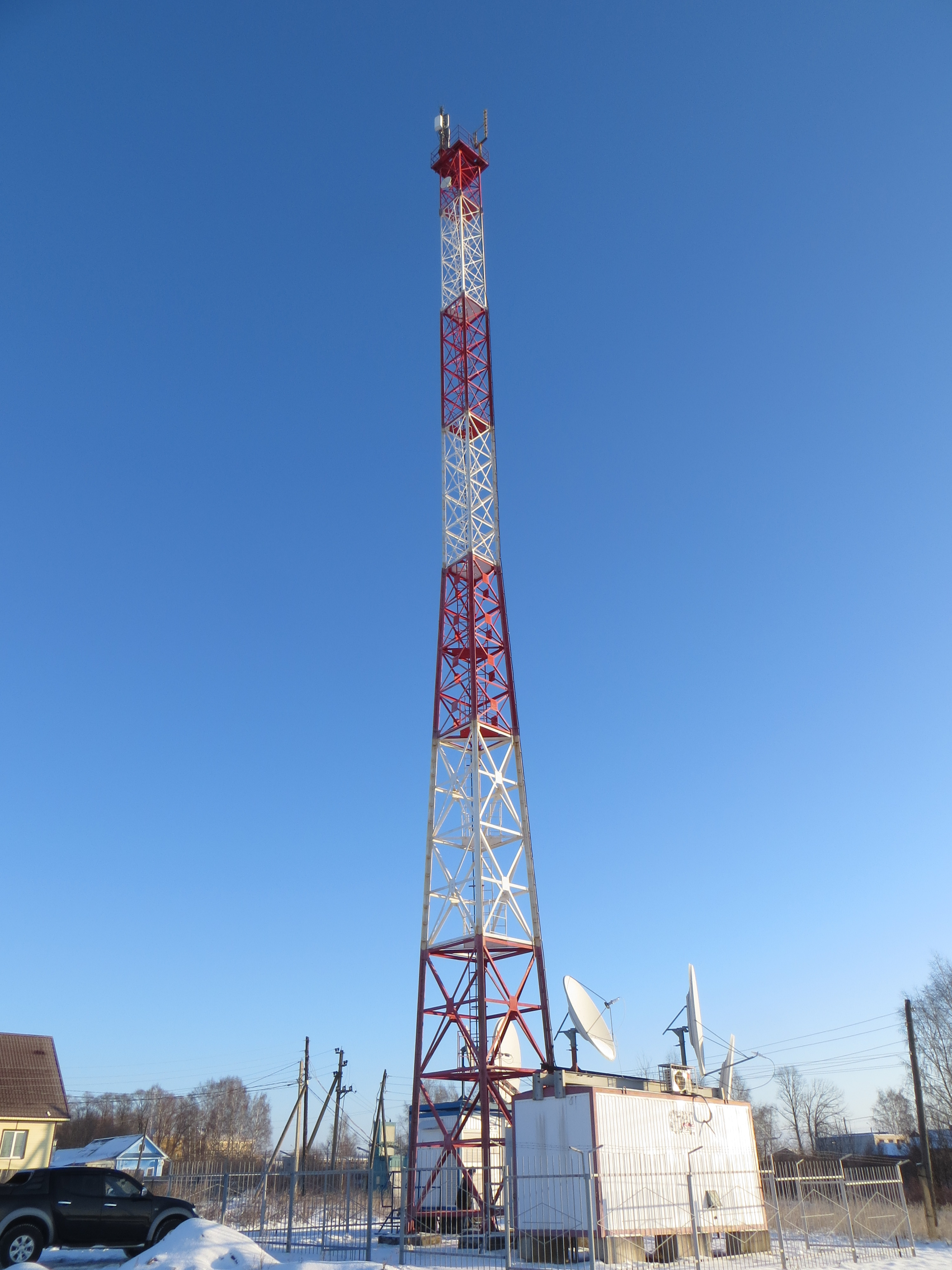
АМС Здемирово, высота 42 метра
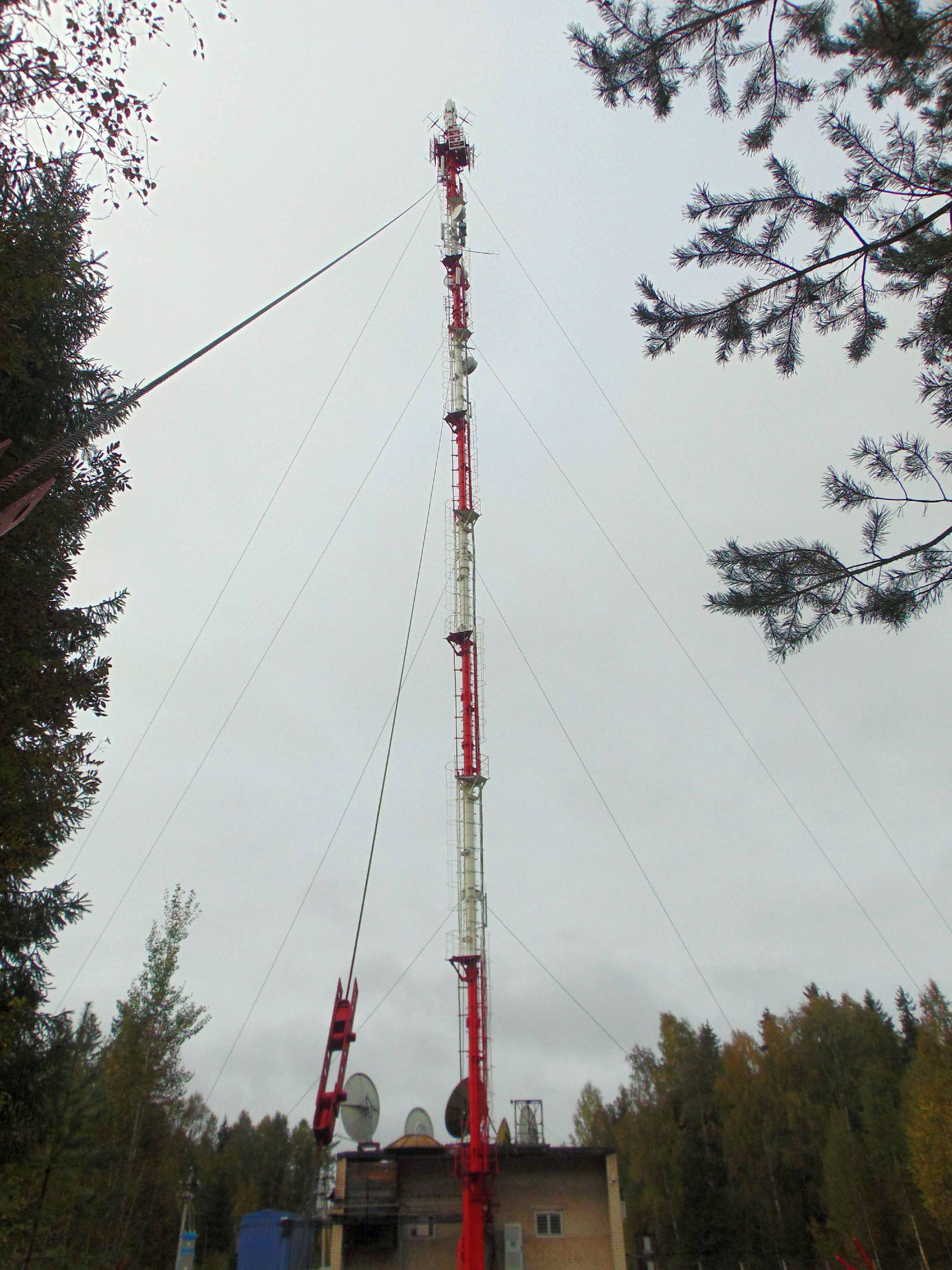
АМС Кадый, высота 75 метров
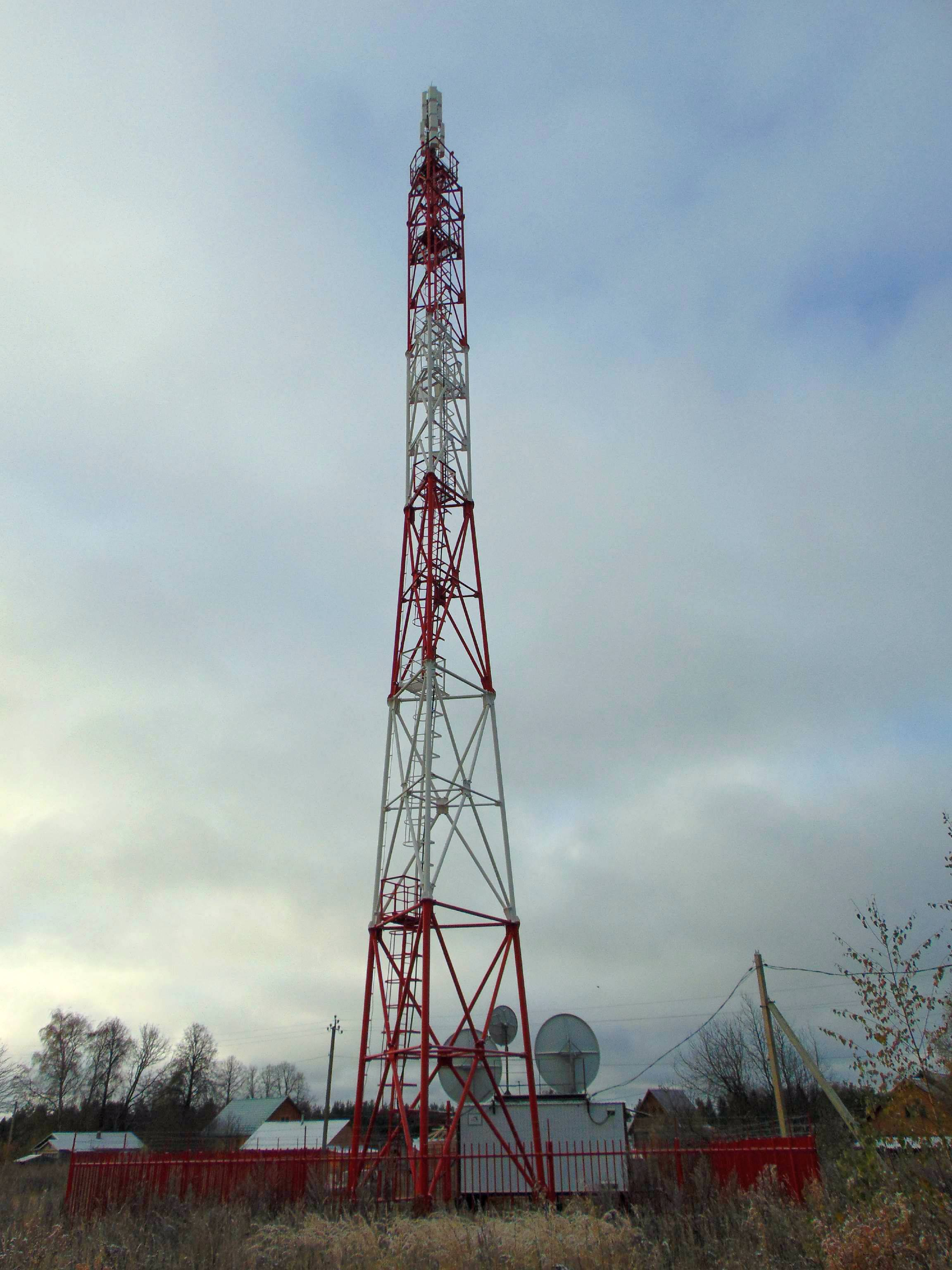
АМС Климцево, высота 42 метра
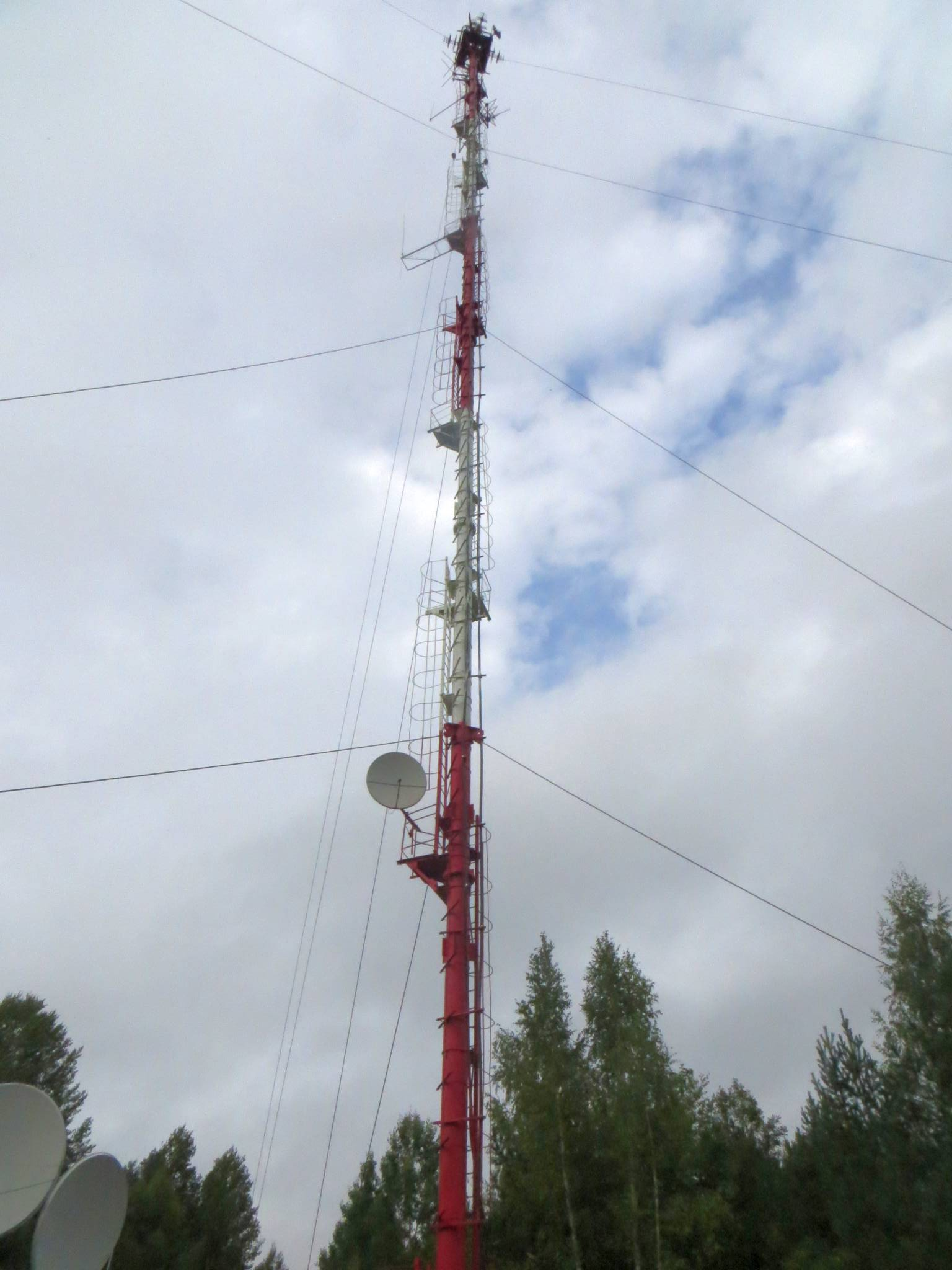
АМС Кологрив, высота 75 метров
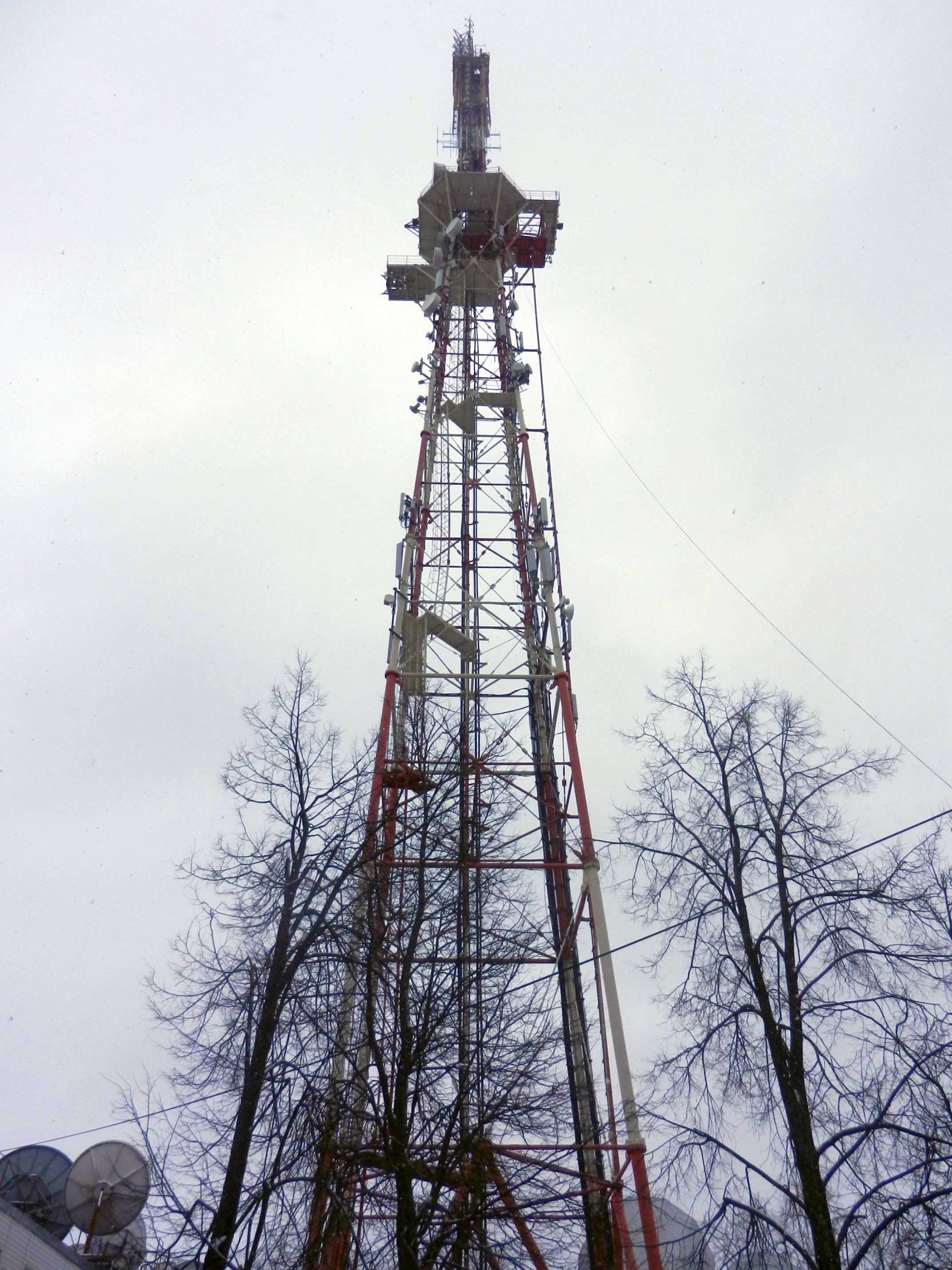
АМС Кострома, высота 100 метров
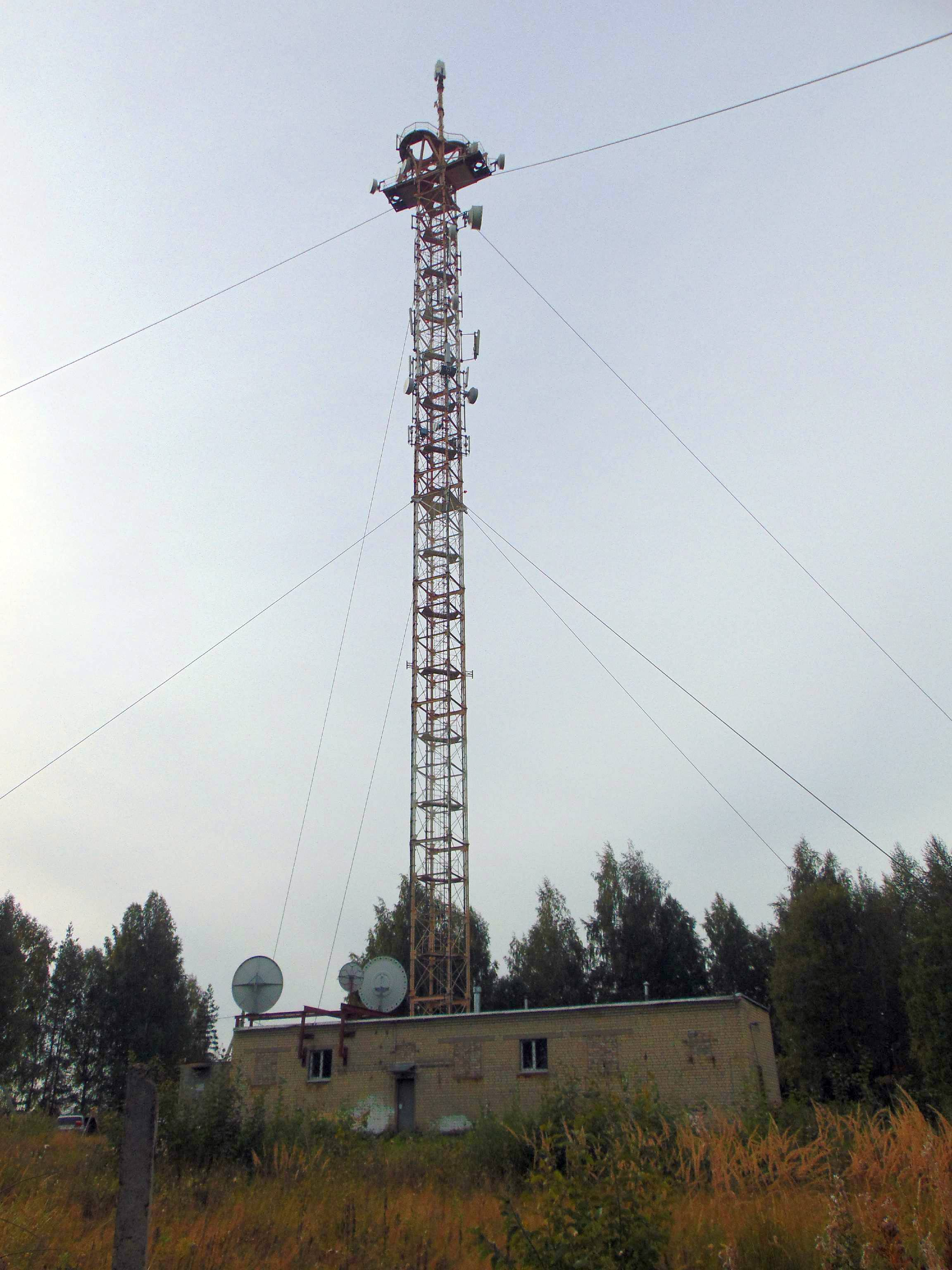
АМС Лазарево, высота 78 метров
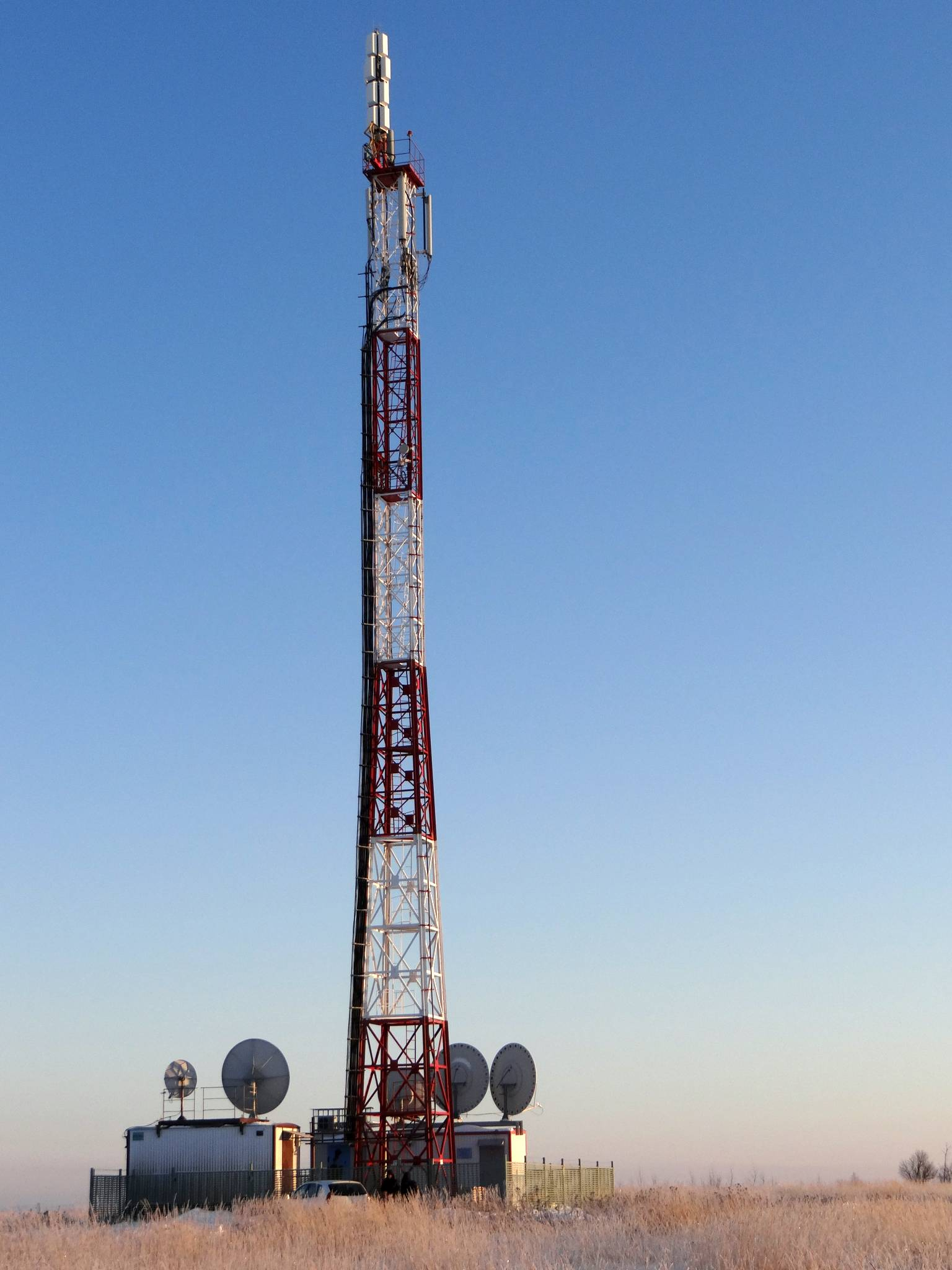
АМС Нерехта, высота 41 метр
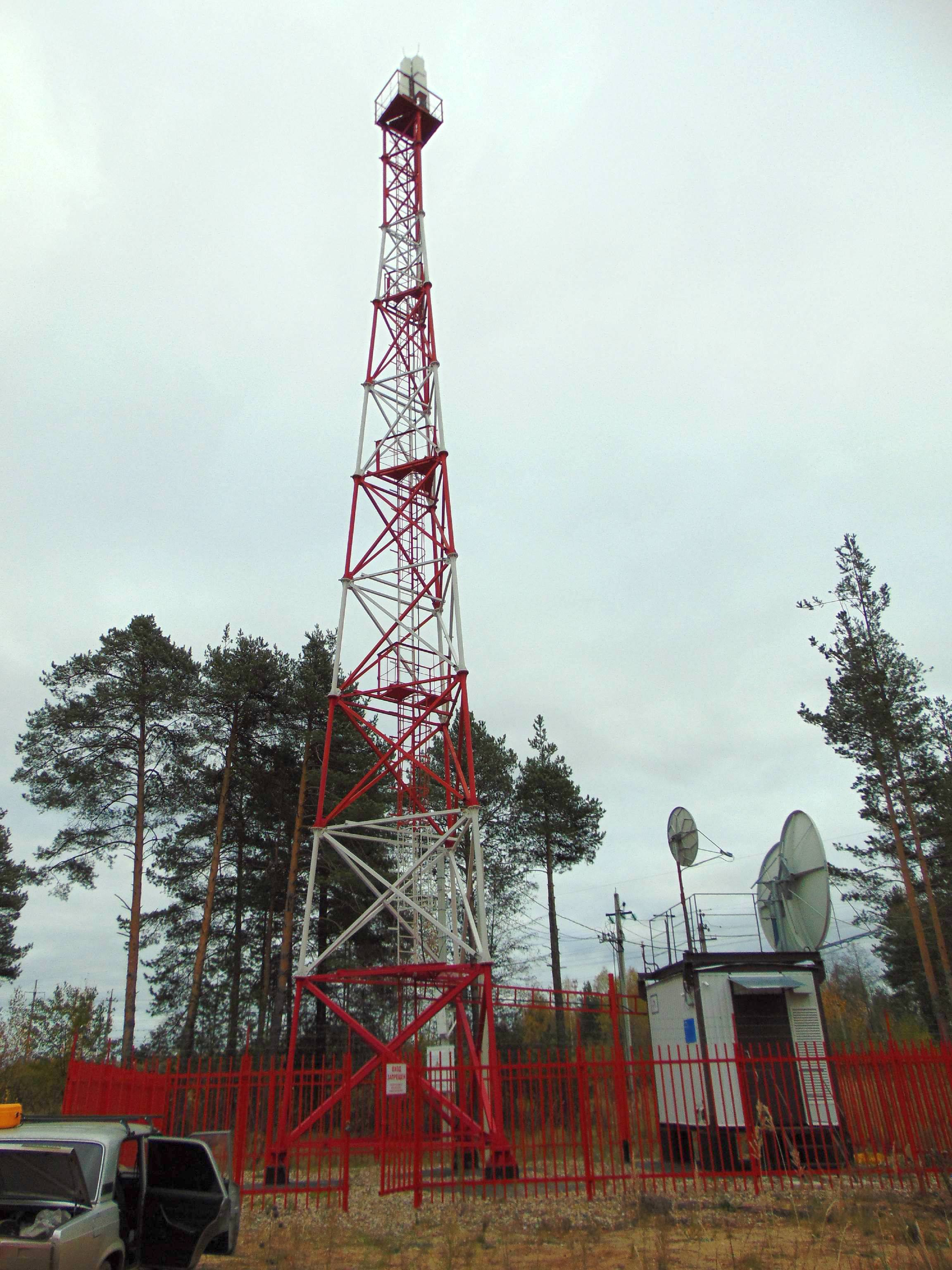
АМС Нея, высота 30 метров
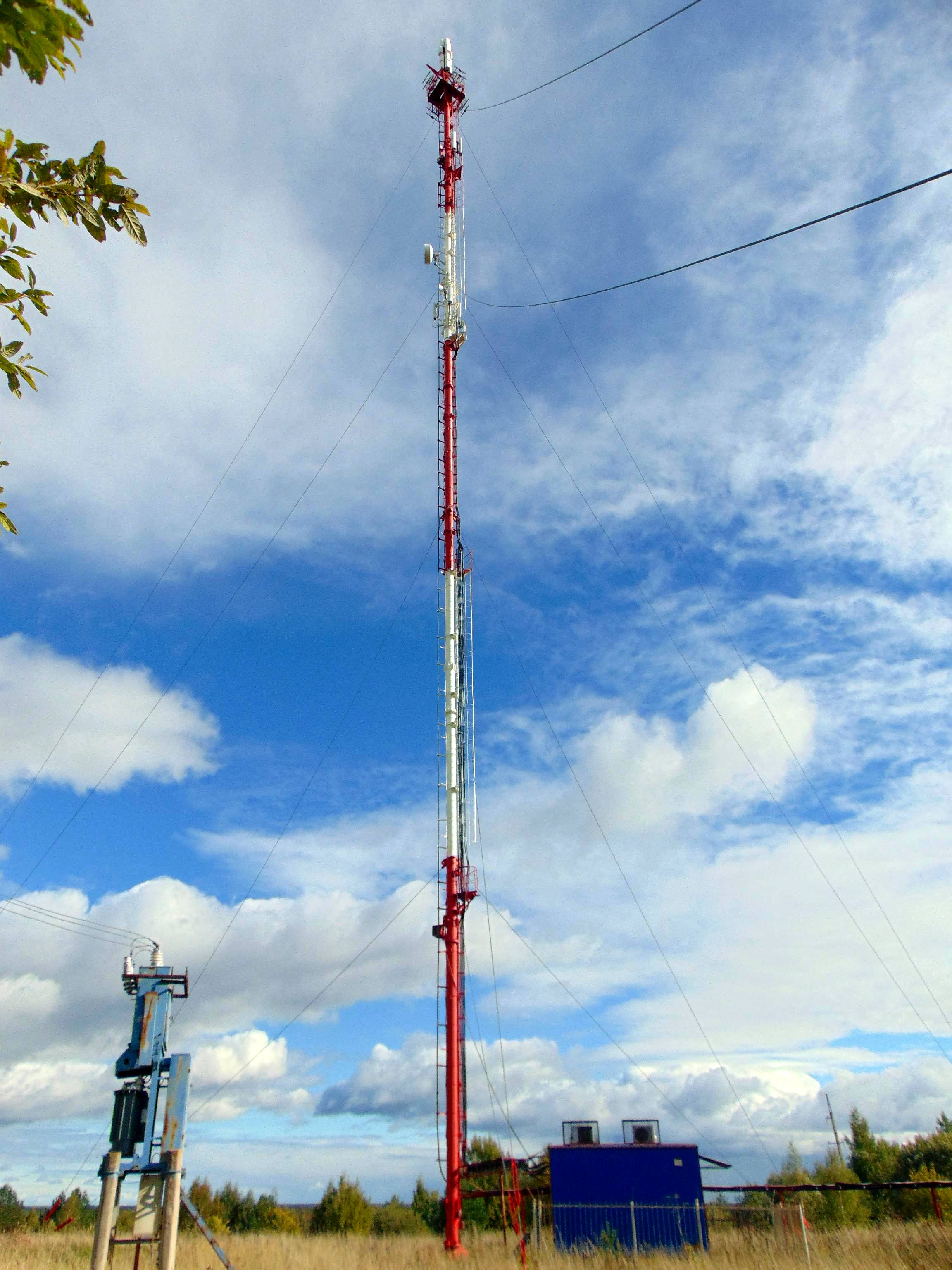
АМС Николо-Макарово, высота 75 метров
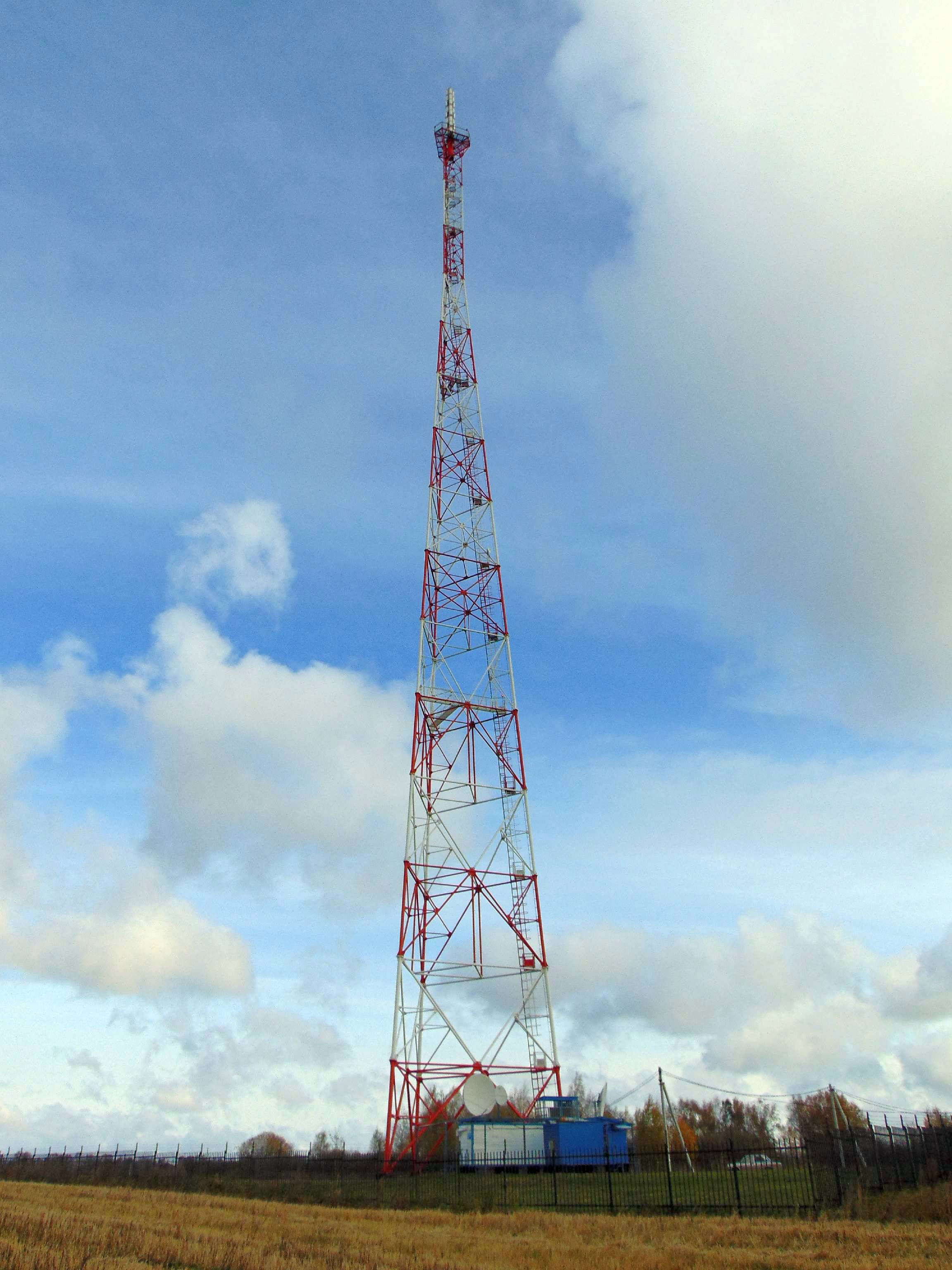
АМС Новинки, высота 120 метров
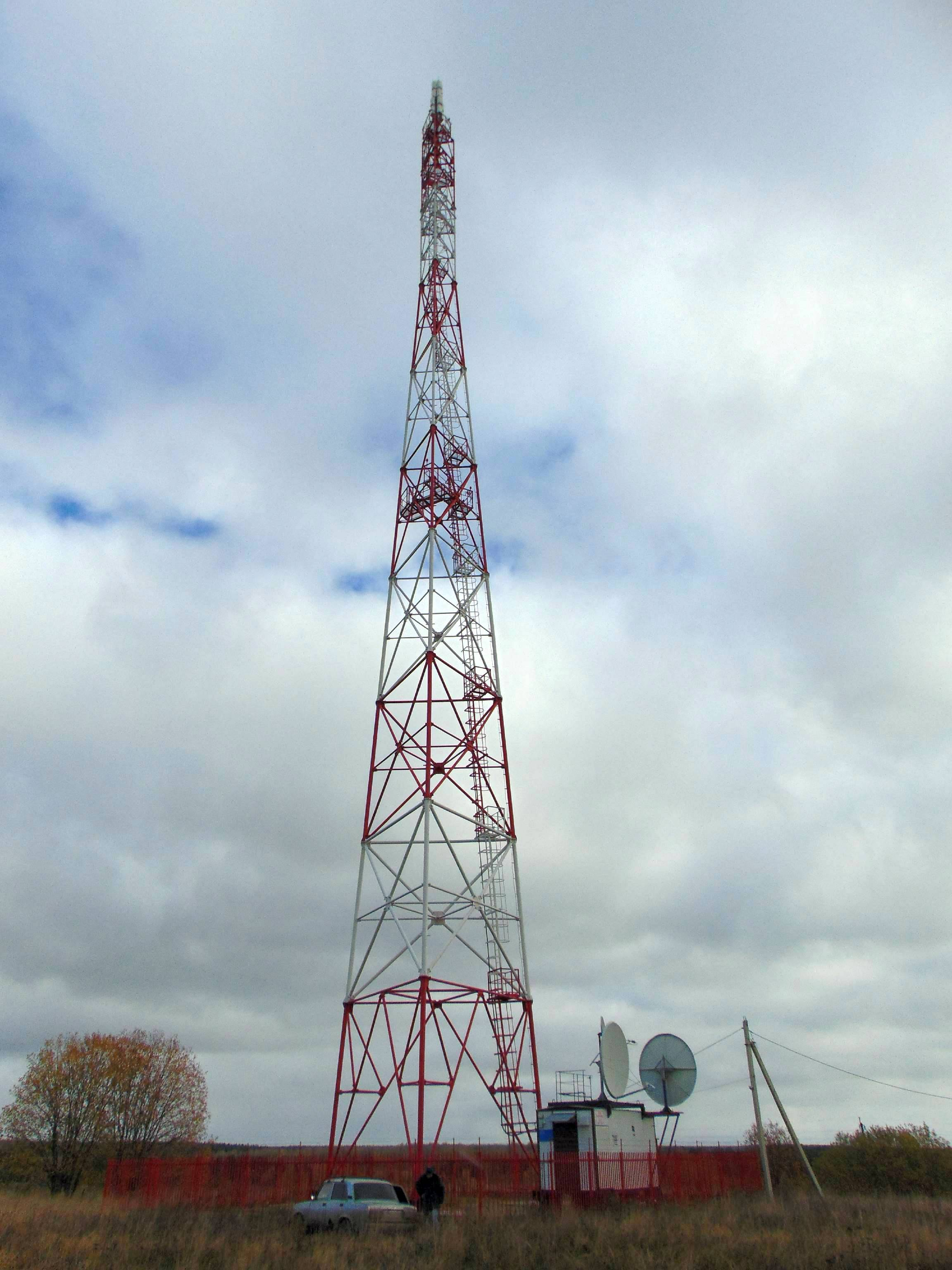
АМС Огонково, высота 72 метра
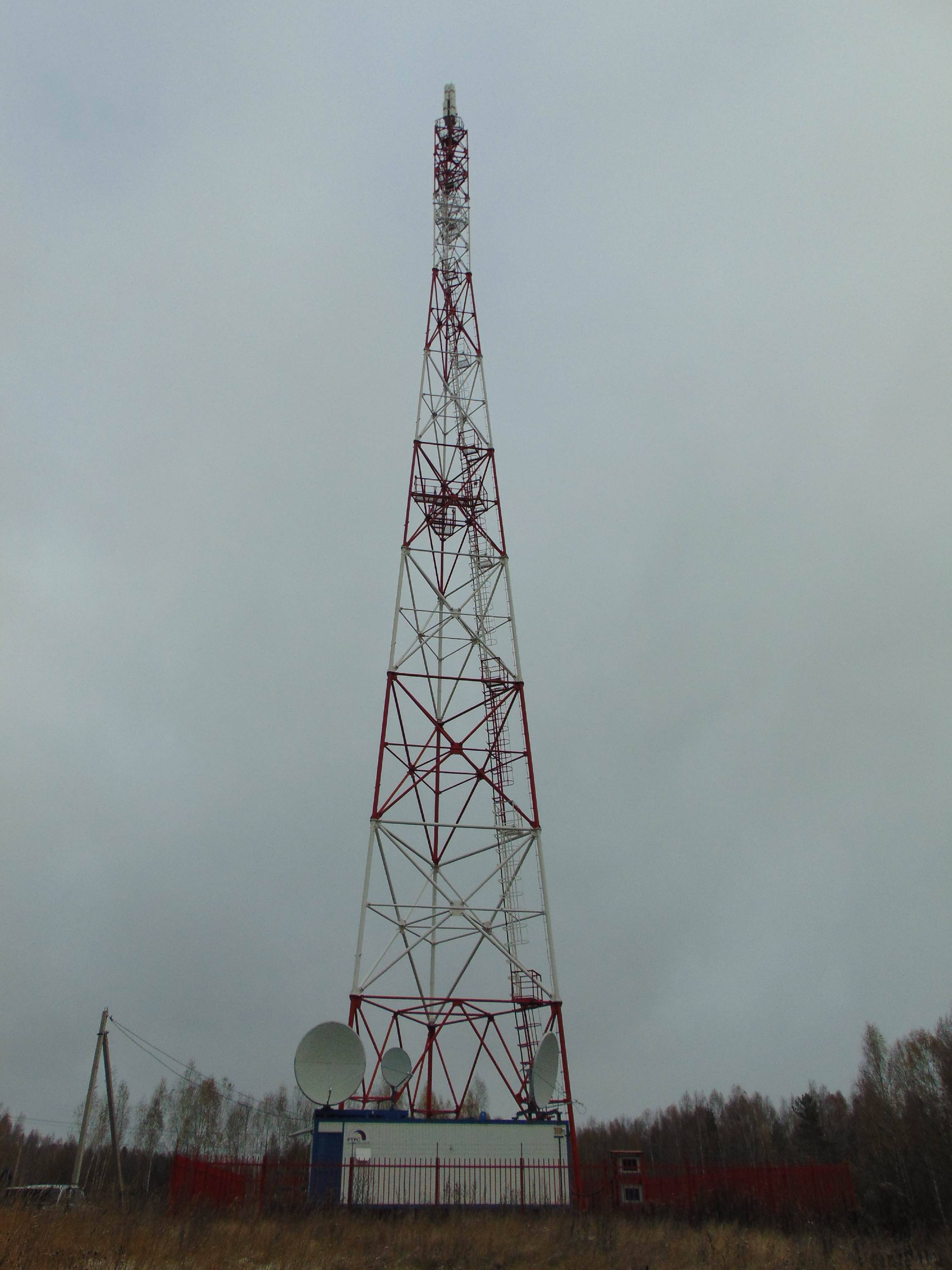
АМС Островское, высота 72 метра
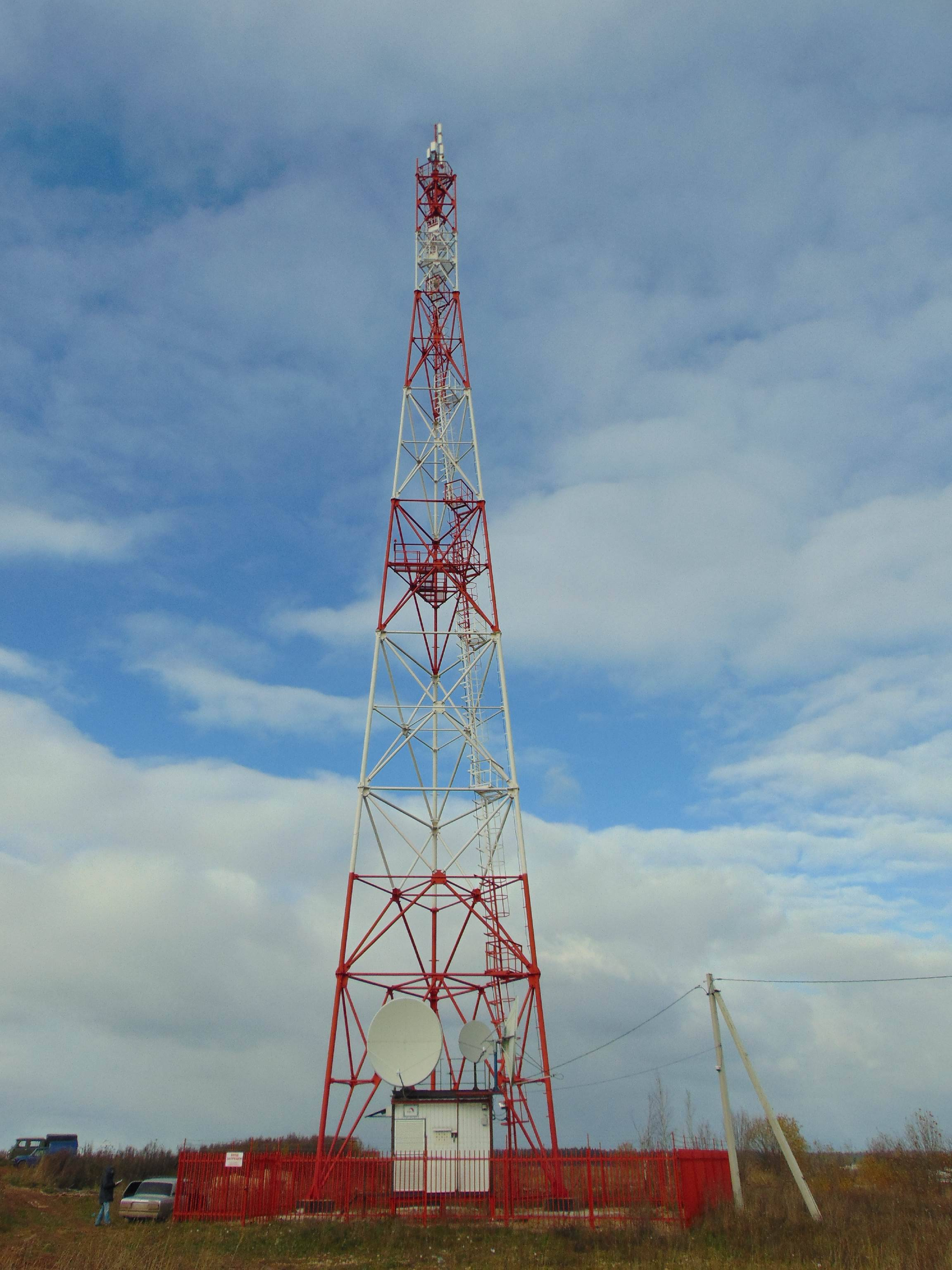
АМС Павино, высота 58 метров
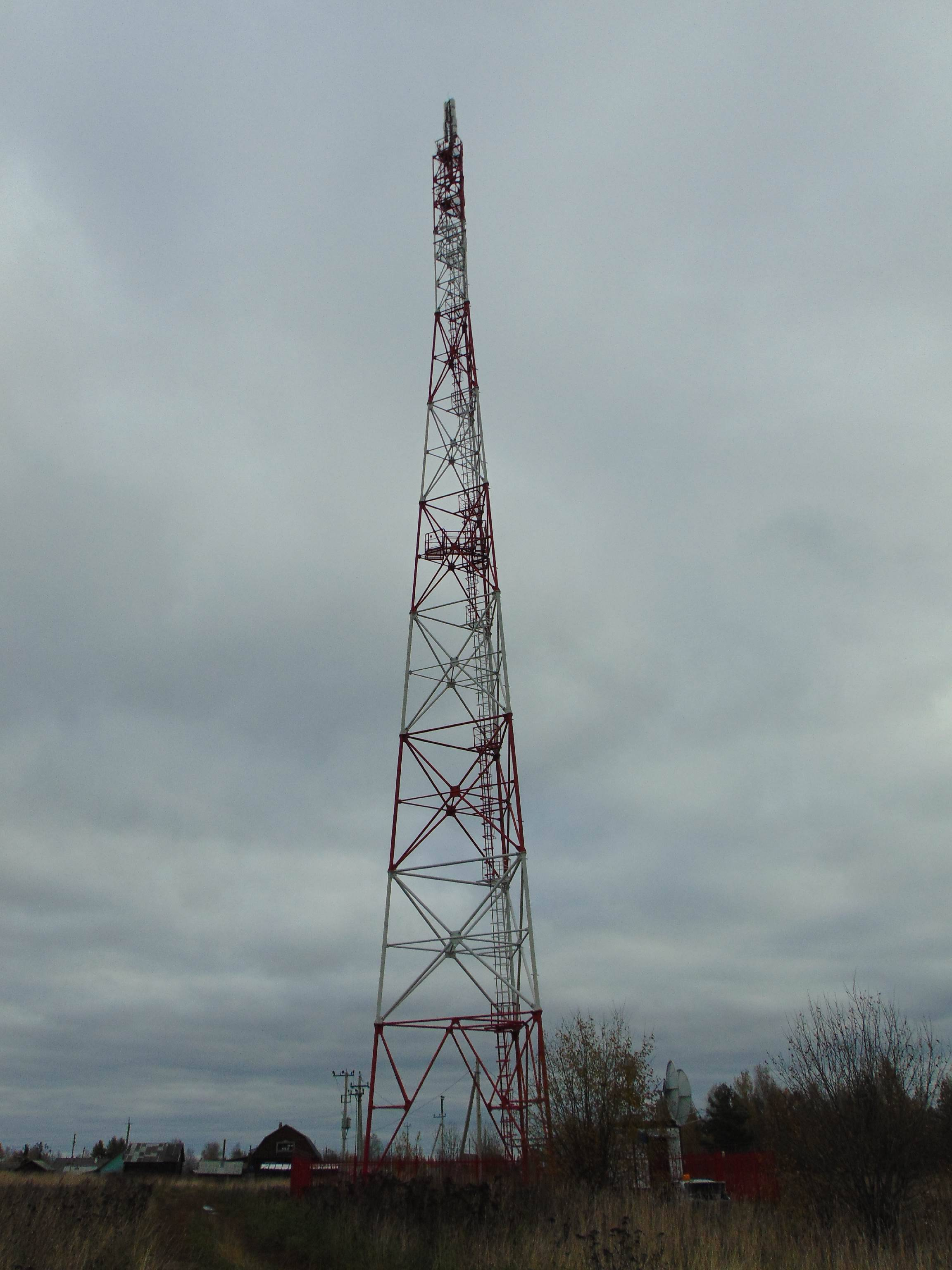
АМС Парфеньево, высота 72 метра
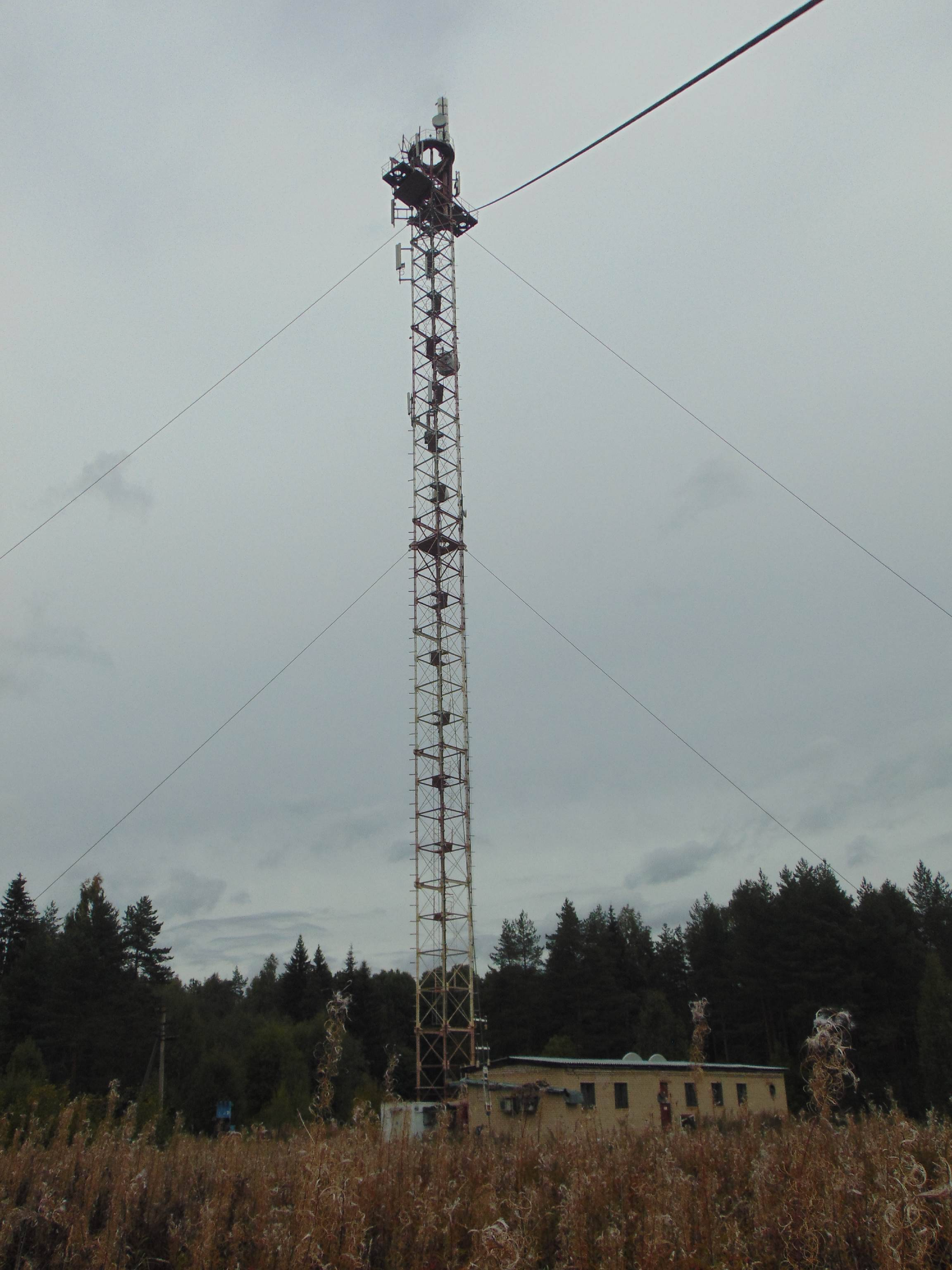
АМС Первушино, высота 78 метров
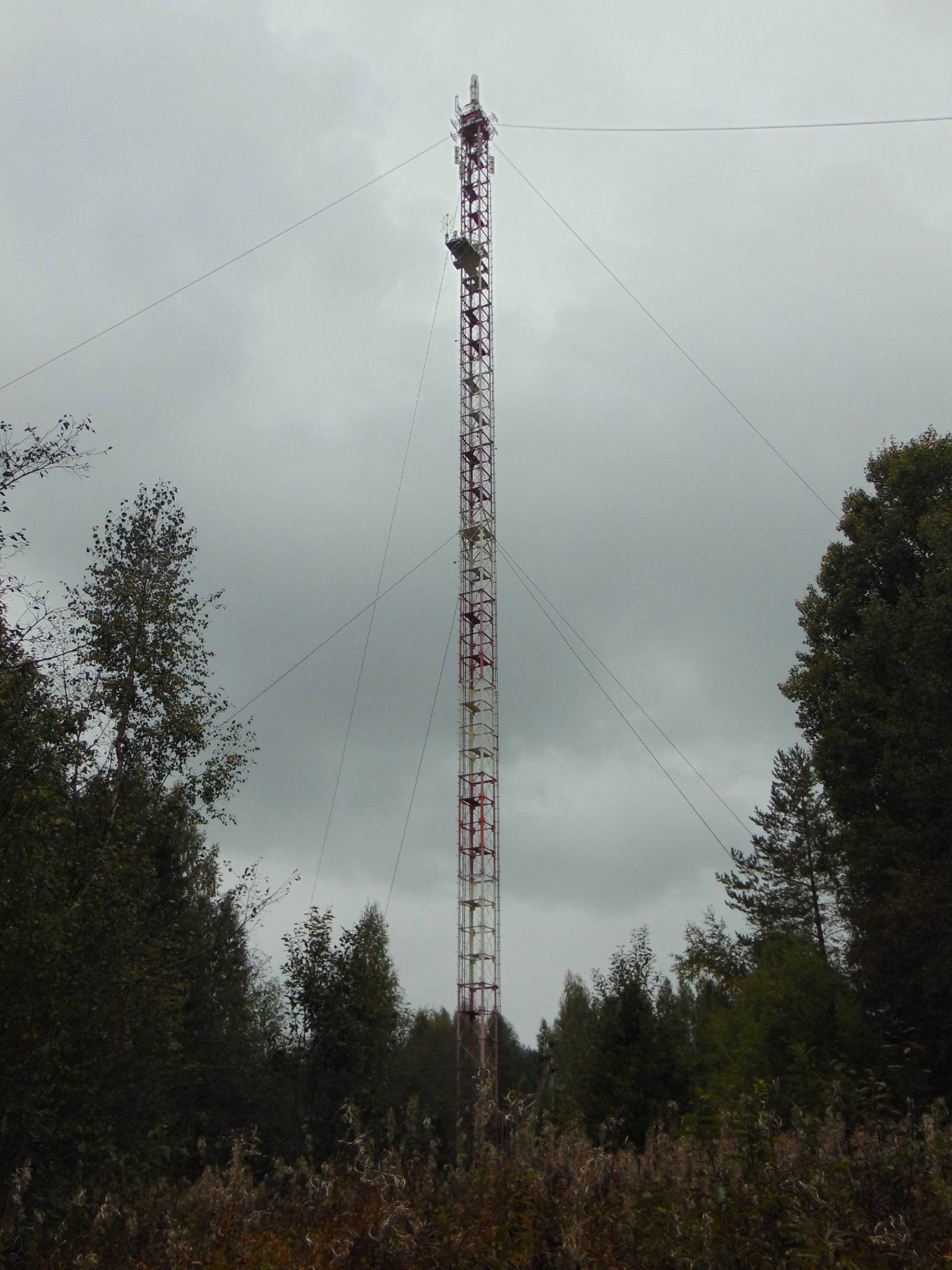
АМС Макарьев (Пузыри), высота 115 метров
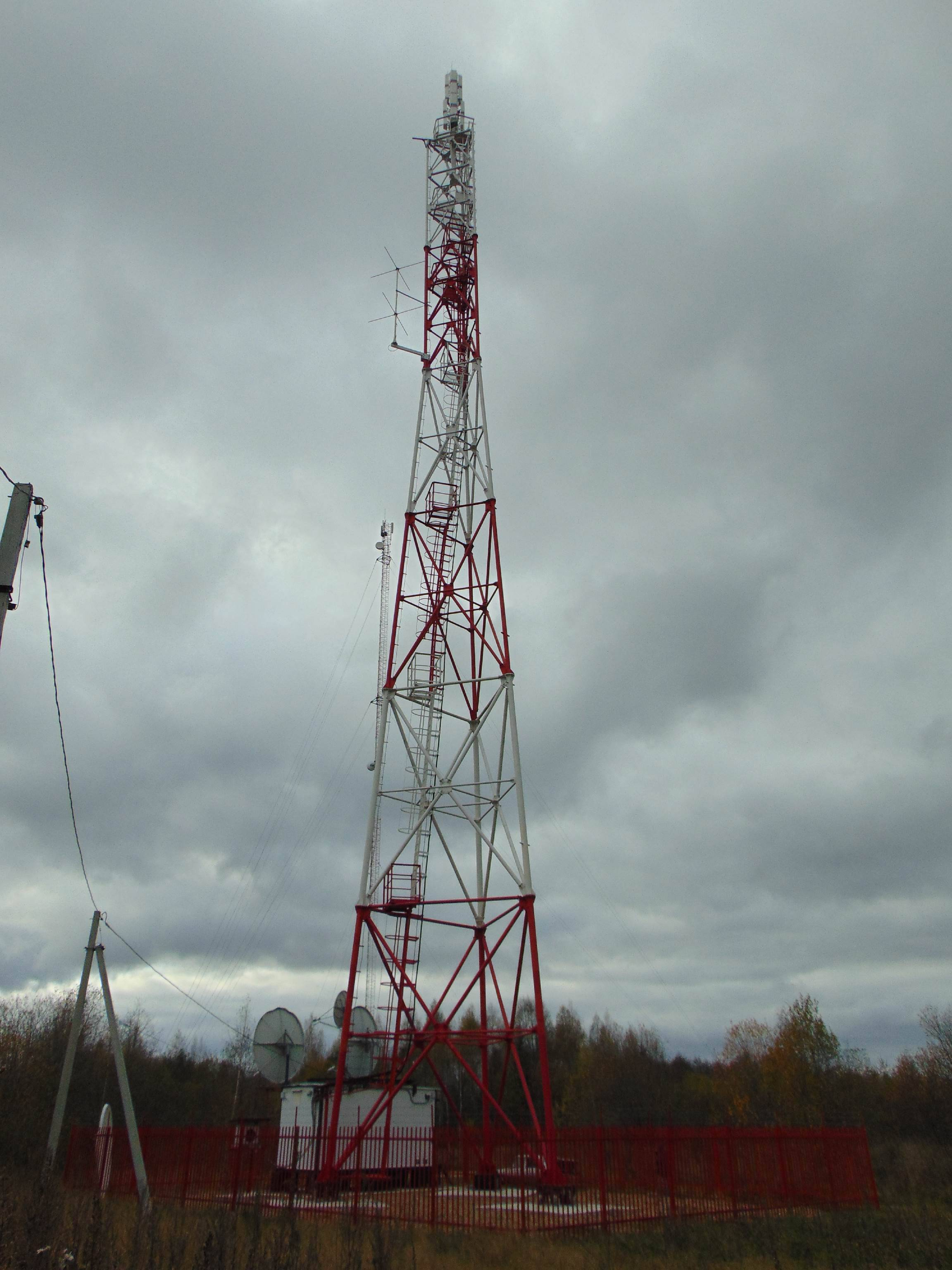
АМС Пыщуг, высота 48 метров
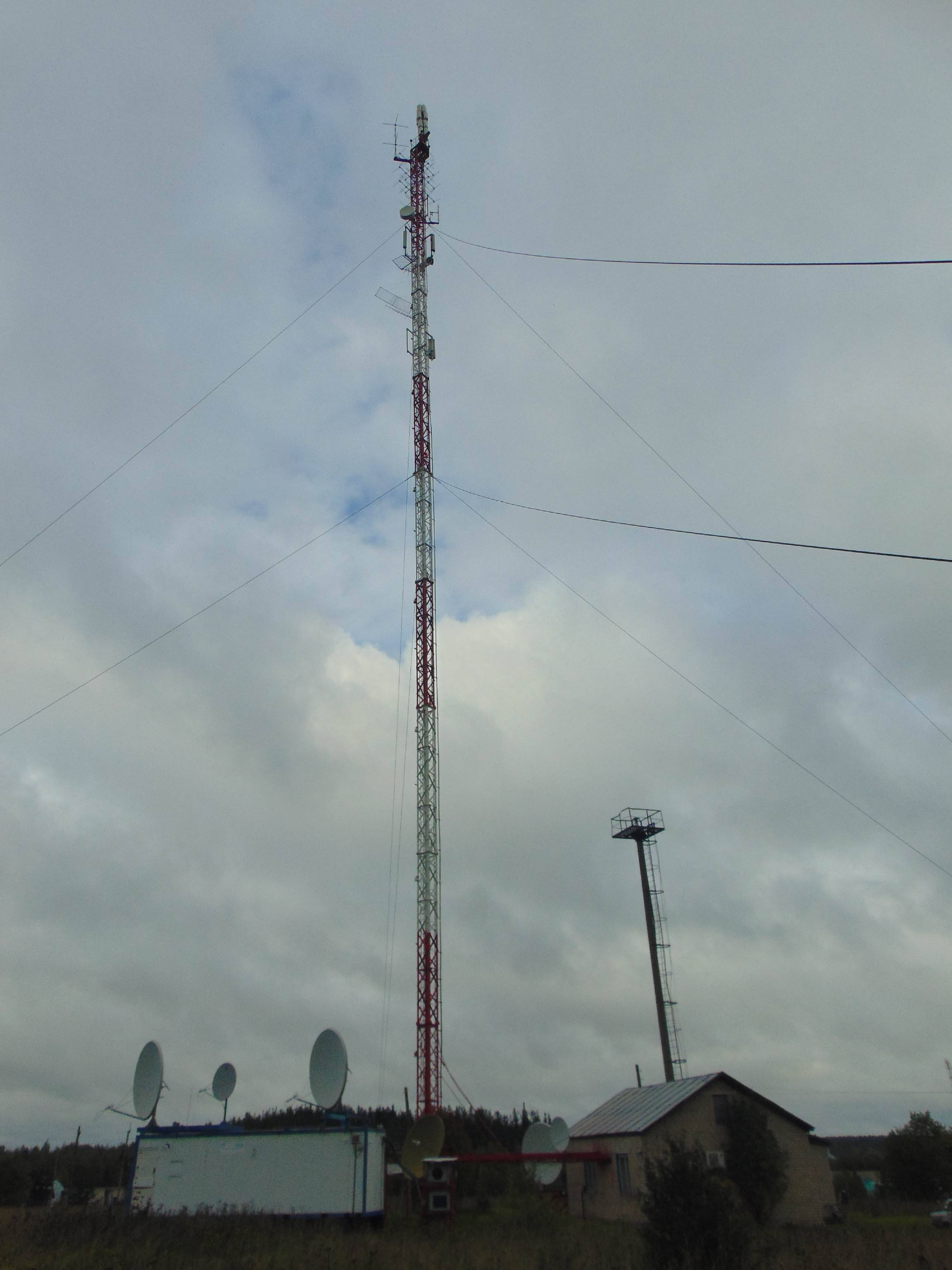
АМС Солигалич, высота 80 метров
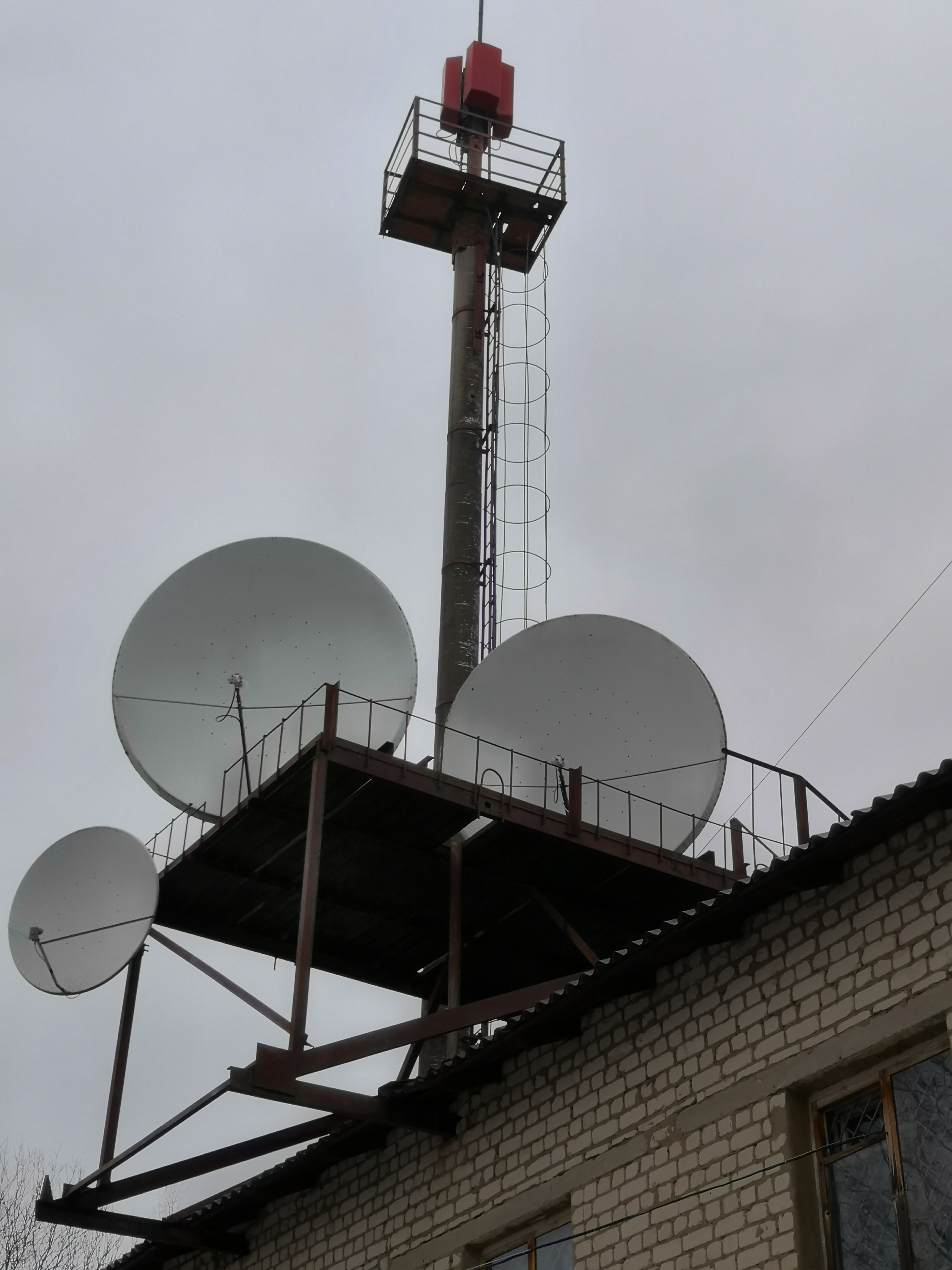
АМС Судиславль, высота 22 метра
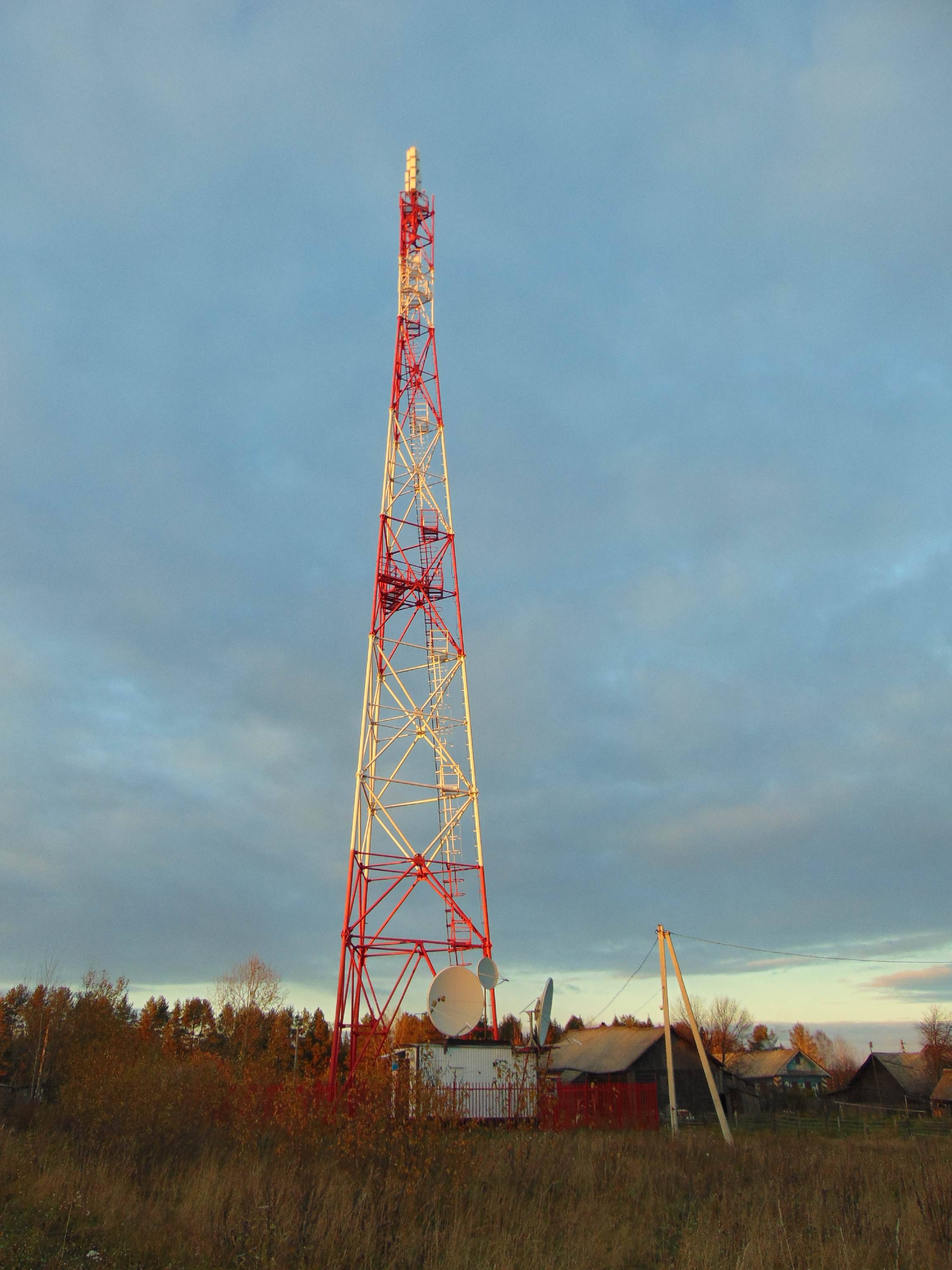
АМС Хмелёвка, высота 58 метров
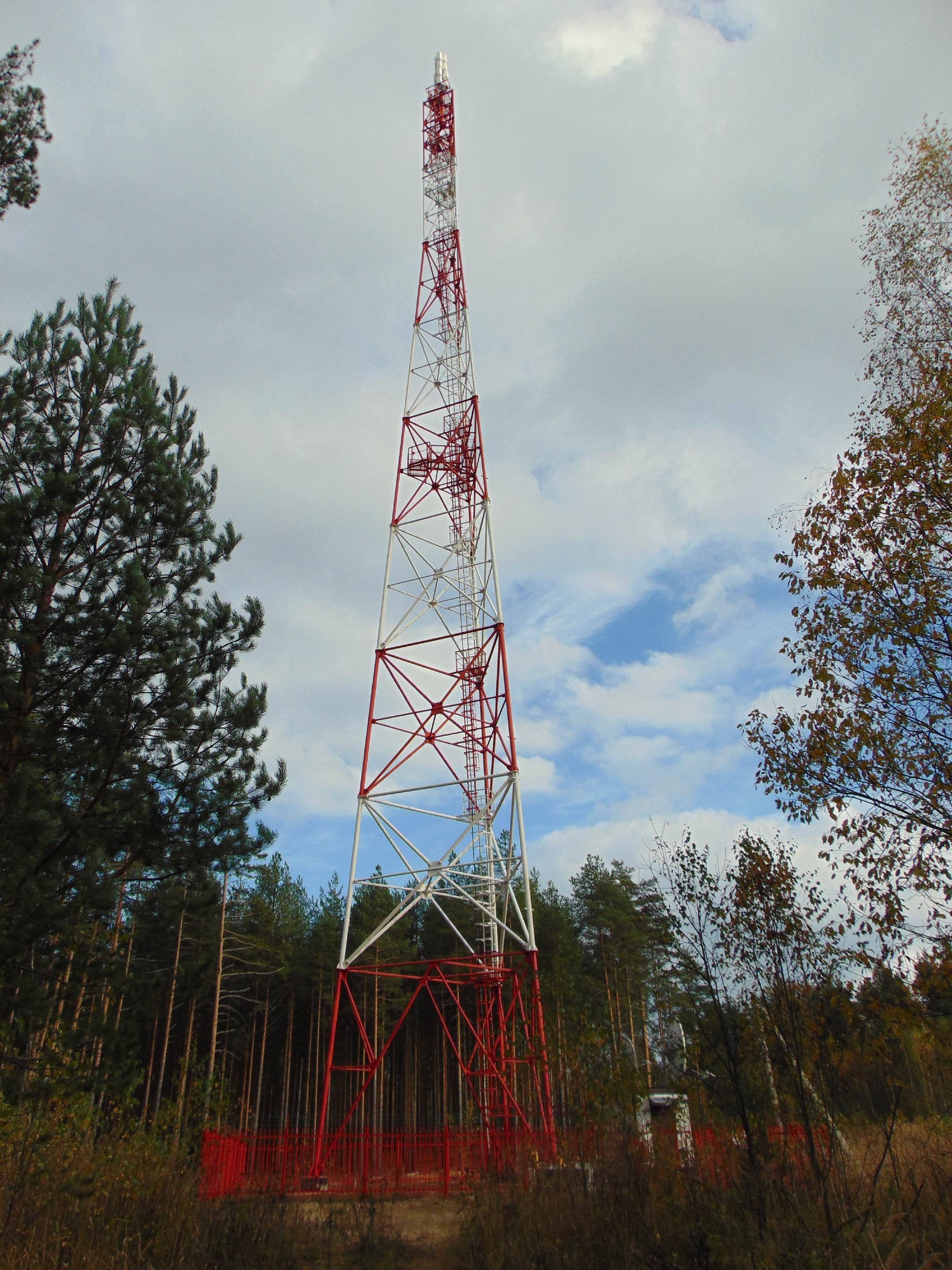
АМС Чистые Боры, высота 72 метра
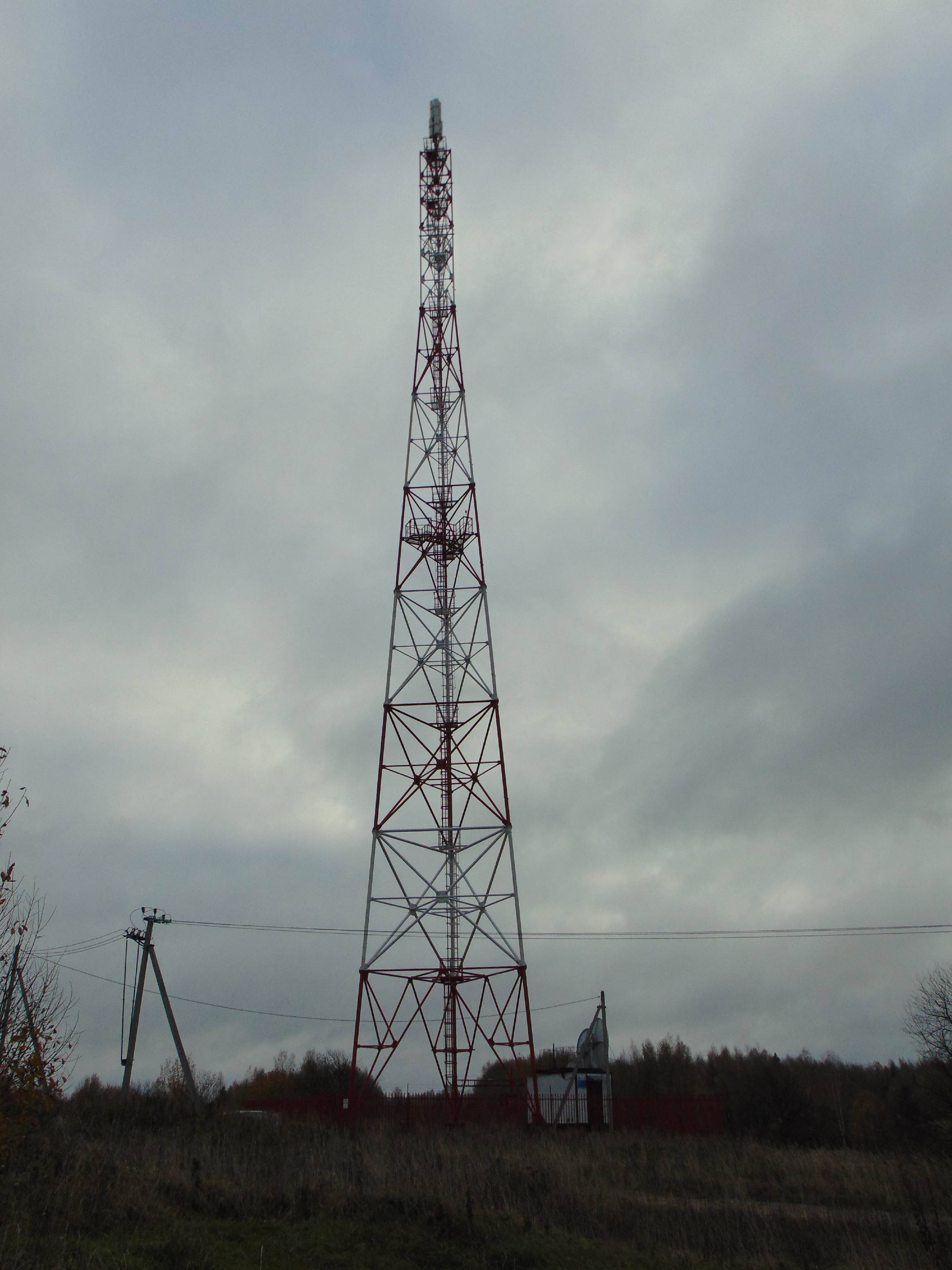
АМС Чухлома, высота 72 метра
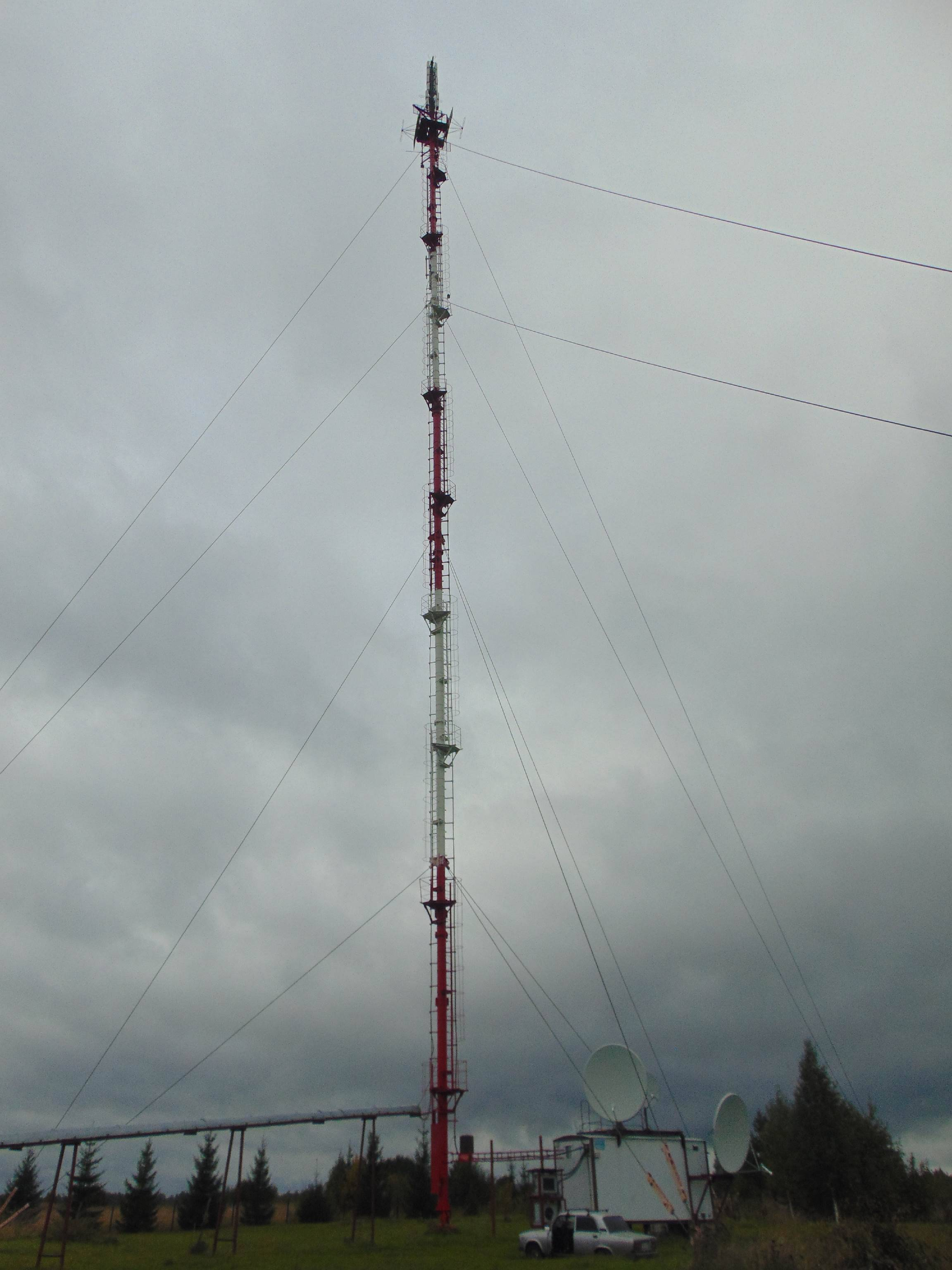
АМС Шартаново, высота 75 метров
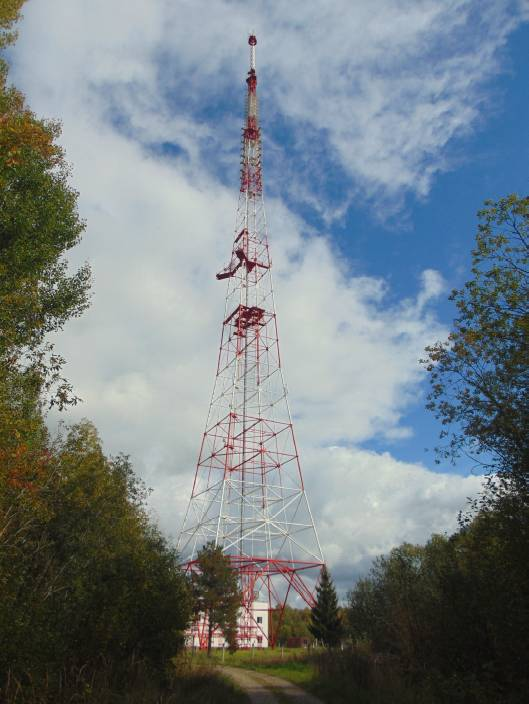
АМС Шарья, высота 180 метров

## Награды
По итогам 2016 года филиал РТРС «Костромской ОРТПЦ» был признан победителем в ежегодном корпоративном конкурсе среди филиалов РТРС с численностью сотрудников до 110 человек.
По итогам деятельности в 2020 году филиал РТРС «Костромской ОРТПЦ» занял первое место в XIX ежегодном корпоративном конкурсе РТРС в номинации «Филиал года» с численностью сотрудников до 100 человек.